# Courtrai
Cet article possède un paronyme, voir Courtry.
Courtrai (Kortrijk en néerlandais) est une ville de Belgique située en Région flamande, chef-lieu d'arrondissement en province de Flandre-Occidentale.
La ville de Courtrai est située à une trentaine de kilomètres au Nord-Est de Lille en France, elle est traversée par la Lys. La ville compte 80 776 habitants. Elle occupe un espace de 80,69 km2.
Courtrai et Lille font partie d’un eurodistrict : l’Eurométropole Lille-Courtrai-Tournai (depuis janvier 2008) avec environ 1 900 000 habitants. C’est le premier GECT (Groupement européen de coopération territoriale) d’Europe. Avec les villes de l'ancien bassin minier du Nord-Pas-de-Calais, elle participe aussi à un ensemble métropolitain de près de 3,8 millions d'habitants, appelé « aire métropolitaine de Lille ».
Ville de garnison, Courtrai a connu une histoire mouvementée du Moyen Âge à la Révolution française. La bataille des éperons d’or eut lieu à l’extérieur de ses murs le 11 juillet 1302.
Cité marchande depuis ses origines, manufacturière depuis le XVIe siècle, la révolution industrielle en fera une grande capitale industrielle principalement autour des industries textiles et mécaniques. À partir des années 1990 la reconversion vers le secteur tertiaire et la réhabilitation des quartiers sinistrés ont donné un autre visage à la ville.

## Toponymie
Le nom de la ville est attesté sous la forme latinisée Cortoriacenses vers 400, dans une copie du IXe siècle, puis Corturiacensis au VIIIe siècle. Ensuite, on trouve régulièrement Curtriaco jusque fin IXe siècle, puis Curtraco au Xe-XIe siècle.
Courtrais en ancien français, Cortryck et Cortrijcke en ancien flamand.
La forme Cortoriacensis est un dérivé avec le suffixe latin -ensis indiquant l'origine, la provenance, à partir du radical Cortoriac-. Il semble issu du celtique *Kortoriako(n), nom primitif de la localité. Il est basé sur le suffixe celtique localisant *-ako(n), précédé d'un élément celtique indéterminé. Il peut être issu directement d'un type toponymique celto-roman *CURTORIACU, constitué du même suffixe au sens étendu de « propriété » et précédé du nom de personne latin (porté par un autochtone) Curtorius, cité par Albert Dauzat et Charles Rostaing à propos de Courtry. Même sorte de rapport étymologique qu'entre les types toponymiques Tournai et Tourny, etc.

## Héraldique
|  | La ville possède des armoiries qui lui ont été octroyées le 15 septembre 1819, modifiées le 26 juin 1859 et à nouveau octroyées le 7 juillet 1987. Elles sont basées sur les armoiries des vicomtes de Courtrai du XIIe siècle. Le chevron apparaît pour la première fois sur un sceau de Rogier II de Courtrai à partir de 1197. En 1199, le chevron apparaît pour la première fois sur un contre-seing de la ville. Jusqu'en 1309, le chevron n'apparaissait que sur les contre-seings. À partir de 1286 également sur les sceaux principaux. Les supports apparaissent sur le sceau en 1368, la couronne murale au XVIIIe siècle. La plus ancienne image en couleur date de la fin du XVe siècle. Le 15 septembre 1819, les armoiries furent accordées sans les tenants et avec une couronne utilisée pour les villes des Pays-Bas à cette époque. Ces armoiries ont été confirmées le 31 mai 1838 après l'indépendance de la Belgique. Ce n’est qu’en 1987 que les grandes armoiries historiques ont été restaurées et confirmées 11 ans après les changements municipaux de 1976. Cela était dû en grande partie à une série de malentendus et de problèmes bureaucratiques à la fois au niveau de la municipalité et au niveau gouvernemental. Blasonnement : D'argent au chevron de gueules à la bordure engrêlée du même. L'écu sommé d'une couronne murale à cinq tours d'argent et tenu par deux hommes sauvages ceinturés et couronnés de feuilles de chêne, tous deux au naturel, sur une terrasse de pierre aussi au naturel. Source du blasonnement : Heraldry of the World. |

## Géographie

### Situation
Courtrai est située dans l'Ouest de la Belgique, dans le Sud de la province de Flandre-Occidentale et à proximité de la France, à une trentaine de kilomètres de la métropole lilloise.
Elle s'est établie dans la vallée de la Lys dont plusieurs bras parcourent la ville. Naviguée depuis l'époque gallo-romaine, la rivière traverse la ville du sud-ouest au nord-est et forme l'île « Buda » en centre-ville.
Courtrai est à la croisée de grands itinéraires européens, routiers, mais aussi ferroviaires ou maritimes, Est-Ouest entre l'Allemagne, la Belgique, la France et le Royaume-Uni, Nord-Sud entre les Pays-Bas, la Belgique, la France et l'Espagne.
Par la route, Courtrai est distante de 93 km de Bruxelles, de 30 km de Lille, de 48 km de Gand, de 247 km de Paris, de 70 km d'Ostende, de 132 km d'Anvers, de 260 km d'Amsterdam, de 291 km de Luxembourg, de 313 km de Cologne et de 325 km de Bonn.

### Sections de la commune

Les sections de Courtrai.

| # | Section        | Superf. (km²) | Habitants (2020) | Habitants par km² | Code INS |
| - | -------------- | ------------- | ---------------- | ----------------- | -------- |
| 1 | Courtrai (I)   | 22,57         | 41.896           | 1.856             | 34022A   |
| 2 | Heule (II)     | 11,80         | 11.196           | 1.016             | 34022B   |
| 3 | Bissegem (III) | 3,40          | 5.276            | 1.554             | 34022C   |
| 4 | Marke (IV)     | 8,27          | 7.550            | 913               | 34022D   |
| 5 | Aalbeke (V)    | 7,21          | 2.882            | 399               | 34022E   |
| 6 | Rollegem (VI)  | 8,59          | 2.827            | 329               | 34022F   |
| 7 | Bellegem (VII) | 14,02         | 3.866            | 276               | 34022G   |
| 8 | Kooigem (VIII) | 4,83          | 792              | 164               | 34022H   |

### Hydrographie
La Lys est une rivière au débit faible perdue dans une large vallée. Très fortement anthropisée dès le Moyen Âge, les multiples états de ses canalisations et aménagements, dans un contexte de relief très peu marqué, rendent difficile la perception de son tracé originel.
La ville ancienne était traversée par de nombreux canaux, pour certains issus du cours originel des petites rivières qui convergeaient vers la Lys, pour d'autres issus des fossés des enceintes successives ou creusés pour des besoins spécifiques. Soumis à un fort envasement et considérés comme des agents infectieux, la plupart ont été comblés ou transformés en égouts et recouverts au cours du XIXe siècle.

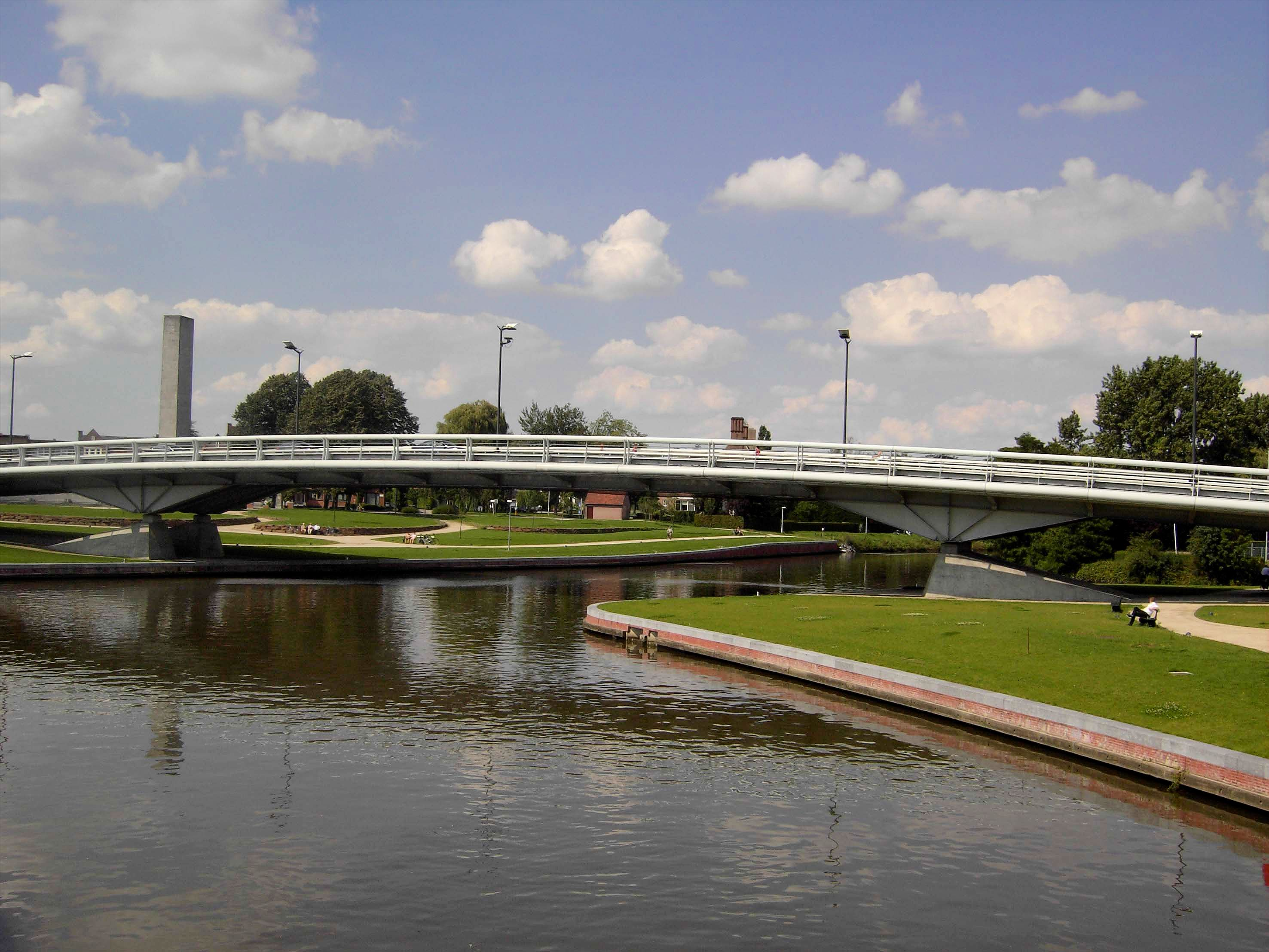
Le nouveau pont Groeninghe.

À partir des années 1990, des grands travaux sont en cours de réalisation afin de réaliser une liaison fluviale internationale entre la Seine et l’Escaut. Afin de permettre le passage de porte-conteneurs en centre-ville de Courtrai, les ponts dans le trajet doivent être adaptés. En les rehaussant, on obtient une hauteur libre de 7 m: les bateaux peuvent dès lors embarquer trois étages de conteneurs. La navigation intérieure est aussi très adaptée au transport de grandes pièces non démontables et une hauteur de passage libre de 7 mètres a un avantage en plus. De surcroît, la largeur sous les ponts est minimale 35 mètres pour les bateaux de classe Vb.
Sept ponts en centre-ville de Courtrai doivent être démolis et de nouveaux ponts doivent être construits, à savoir le « Groeningebrug », le « Collegebrug », le « Dambrug », le « Budabrug », le « Reepbrug », le « Noordbrug » et le « Ronde van Vlaanderenbrug ». Afin de conserver le caractère récréatif des rives de la Lys, le chemin de halage n’est pas interrompu sous les ponts.
Pour un passage aisé des bateaux, quatre types de travaux d’aménagement et d’infrastructure ont été prévus sur toute la longueur du trajet : adaptation de la voie navigable ; adaptation des ponts ; construction de nouvelles écluses ; construction de zones de passage.
La liaison internationale de navigation intérieure est reprise dans le Réseau transeuropéen de transports (RTE-T). La liaison fluviale Seine-Escaut est incluse entre les trente projets prioritaires.

### Climat
On rencontre à Courtrai les principaux traits des climats tempérés océaniques : les amplitudes thermiques saisonnières sont faibles, les précipitations ne sont négligeables en aucune saison. Les hivers y sont doux et les étés frais.
| Mois                                   | J    | F    | M    | A    | M    | J    | J    | A    | S    | O    | N    | D    |
| -------------------------------------- | ---- | ---- | ---- | ---- | ---- | ---- | ---- | ---- | ---- | ---- | ---- | ---- |
| Températures maximales (°C)            | 5    | 6    | 10   | 13   | 18   | 20   | 22   | 23   | 19   | 15   | 9    | 6    |
| Températures minimales (°C)            | 1    | 2    | 4    | 5    | 9    | 12   | 14   | 14   | 11   | 8    | 5    | 3    |
| Températures moyennes (°C)             | 3.0  | 4.0  | 7.0  | 9.0  | 13.5 | 16.0 | 18.0 | 18.5 | 15.0 | 11.5 | 7.0  | 4.5  |
| Précipitations (hauteur moyenne en mm) | 49.1 | 38.0 | 36.1 | 33.7 | 33.3 | 59.2 | 56.4 | 53.4 | 52.8 | 48.8 | 55.4 | 53.4 |
| Source : MSN Weather.                  |      |      |      |      |      |      |      |      |      |      |      |      |

## Démographie

### Évolution démographique avant la fusion de 1977
- Sources : INS, Rem. : 1806 jusqu'en 1970 = recensements, 1976 = nombre d'habitants au 31 décembre[8].

### Évolution démographique de la commune fusionnée
- Source: DGS , de 1831 à 1981=recensements population; à partir de 1990 = nombre d'habitants chaque 1 janvier[1]

## Histoire

### Origines
Le vicus gallo-romain de Cortoriacum se trouvait sur la route romaine Cologne – Maastricht – Cassel – Boulogne-sur-Mer et celle qui unissait Tournai et Oudenburg. Depuis le haut Moyen Âge, la Lys a été utilisée comme voie navigable. Courtrai s'est développée sur ses rives pour devenir un centre commercial important. Au cours du IXe siècle, Baudouin II le Chauve, comte de Flandre, fortifia l'endroit contre les Normands. La liaison qui existait à l'origine entre la ville et Tournai fut rompue en 1071 et Courtrai devint capitale d'une châtellenie.
En avril 1190, Philippe d'Alsace confirma les privilèges de la ville à laquelle il accorda le droit de s'administrer elle-même, si bien que les serfs purent s'établir dans la ville en tant que citoyens libres (poorters).

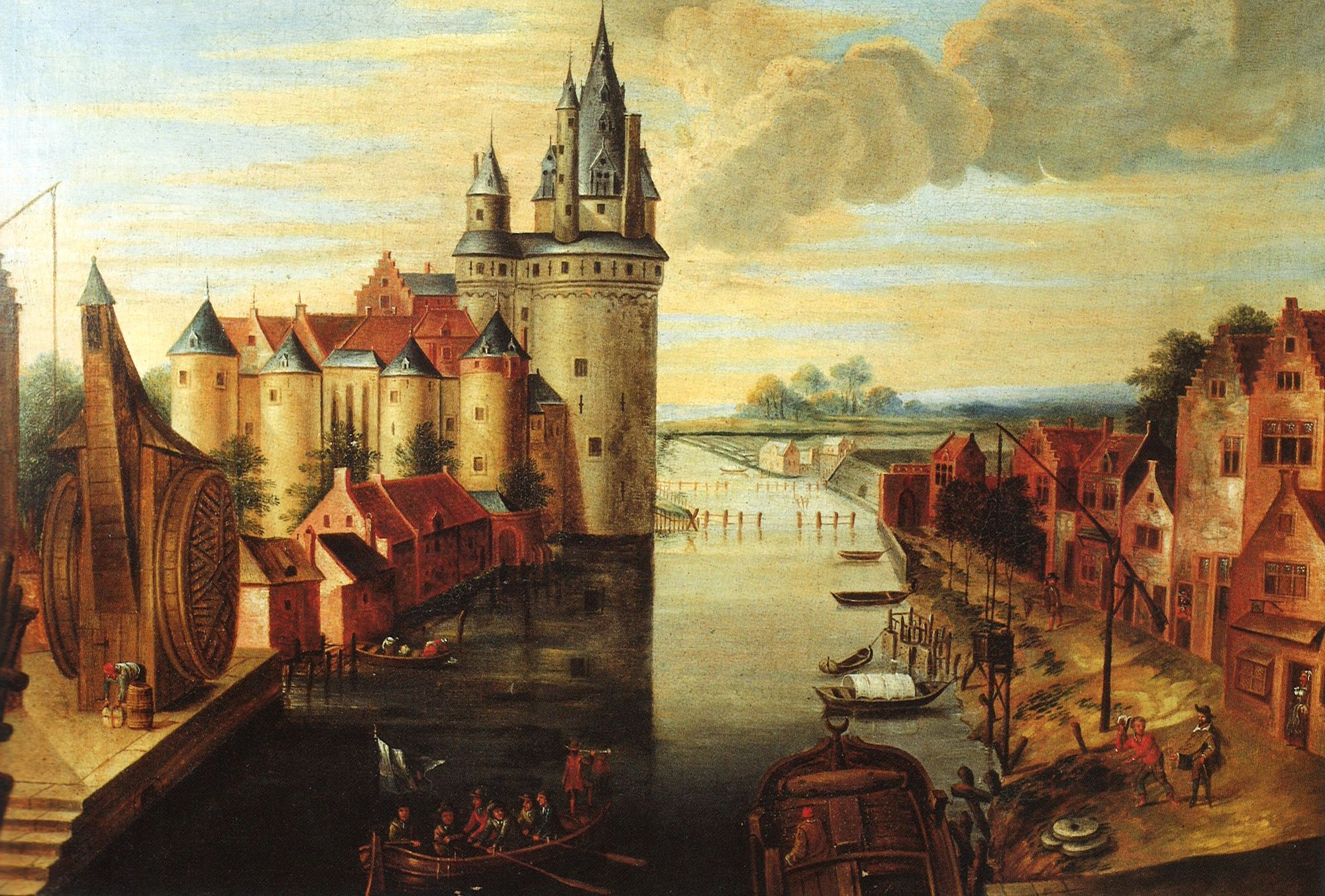
Le deuxième château de Courtrai.

Au cours du XIIIe siècle, Ferrand du Portugal se heurta aux villes de Flandre quand le roi de France Philippe Auguste voulut le faire comte de Flandre. Ferrand se retrancha dans Courtrai et la ville fut pillée par les troupes de Gavere et d'Audenarde. Les deux parties se réconcilièrent, mais Philippe Auguste n'accepta pas l'accord. Son fils Louis (le futur Louis VIII) envahit Courtrai à partir de Lille et laissa la ville en ruines. Les comtes de Flandre la firent reconstruire.
Au cours du XIIIe siècle Courtrai devint une ville drapière prospère. La qualité était moindre que celle des villes flamandes plus importantes et on parlait de petite draperie. Au cours du XVe siècle, on fabriqua de la toile avec du lin cultivé sur place, ce qui était plus intéressant.

### Bataille des éperons d'or

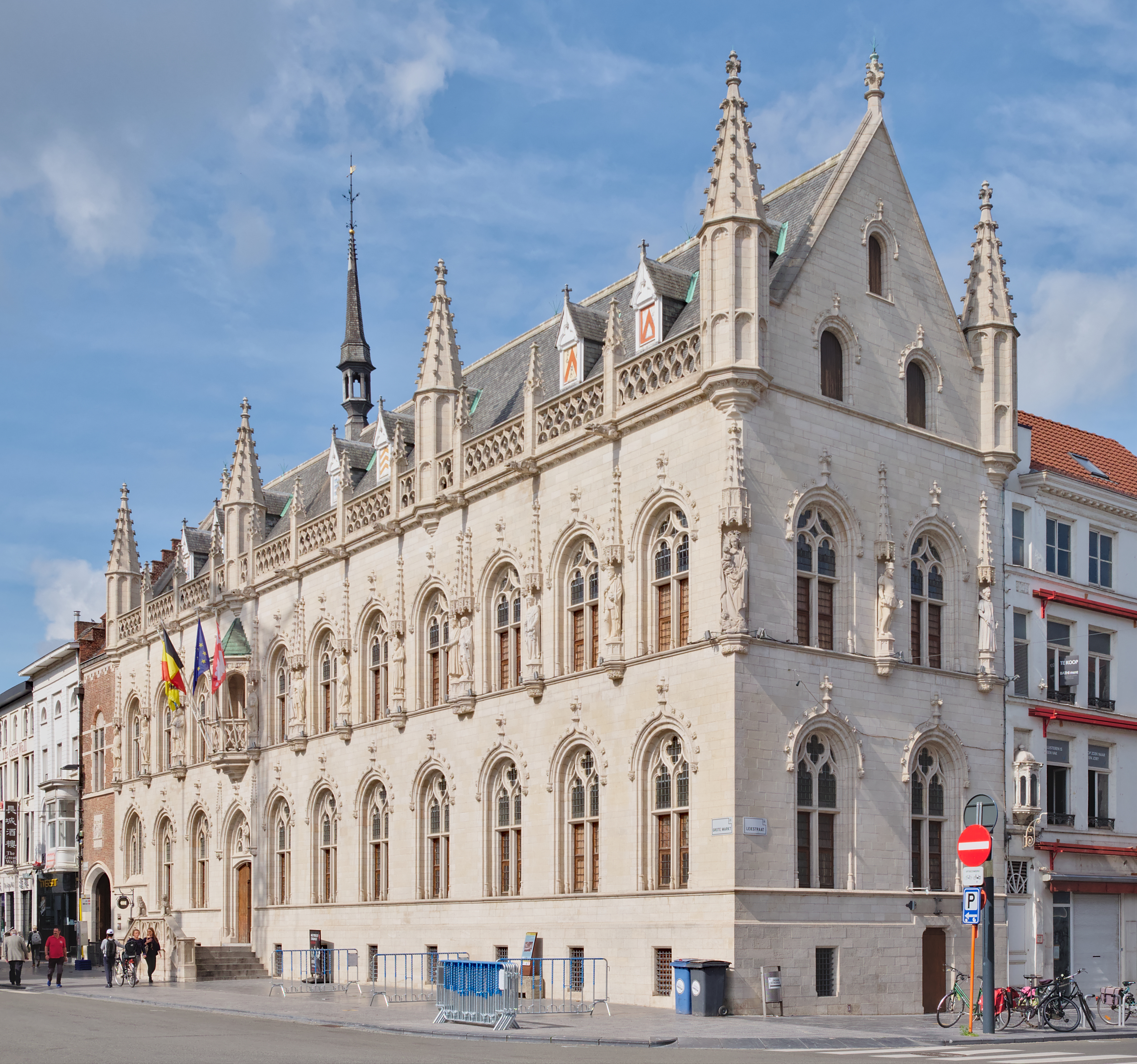
L'Hôtel de ville de Courtrai

Les conflits entre le roi de France et la Flandre firent stagner l'économie de la ville. À l’occasion de la bataille des éperons d’or le 11 juillet 1302, elle fut occupée par les troupes françaises qui bâtirent au-dessus d'elle, pour la surveiller, une citadelle dont les restes sont encore visibles.
Le 11 juillet 1302, l'armée féodale du roi Philippe le Bel rencontre les milices communales de Flandre aux abords de la forteresse de Courtrai. Cette bataille survient quelques semaines après les matines de Bruges, une journée qui vit le massacre de la garnison française de la ville. Les combattants flamands massacrent les chevaliers à terre. Les troupes victorieuses ramènent comme trophées les éperons d'or de tous les chevaliers tombés dans la bataille. Ces trophées orneront l'église Notre-Dame de Courtrai.
Les Flamands considèrent souvent cette victoire comme le début de leur indépendance. Cette bataille est immortalisée par le peintre Nicaise de Keyser (Bataille des Éperons d'Or, 1836). On trouve aussi des détails de cette bataille sur les panneaux en bois d'une malle : la malle de Courtrai.
Le souvenir de cette bataille, romancé notamment par Henri Conscience dans son roman Le Lion de Flandre de 1838, est resté présent en Flandre jusqu'à nos jours. Cet événement a acquis une valeur symbolique puisque le jour de la bataille (11 juillet) a été choisi comme date de la fête annuelle de la communauté flamande en Belgique.
80 ans après la bataille des éperons d'or, le 27 novembre 1382, dans la foulée de la bataille de Roosebeke, victoire des armées franco-bourguignonnes contre les Flamands révoltés de Philippe van Artevelde, le roi Charles VI tint à montrer sa détermination d'en finir avec les soulèvements flamands. Il décida de détruire la ville de Courtrai devenue le symbole de l'esprit d'indépendance des Flandres. Charles VI, âgé de 14 ans, resta insensible aux supplications de Louis de Male, seigneur de la ville et beau-père du duc de Bourgogne Philippe le Hardi. La population fut soumise aux traitements les plus rigoureux et la ville livrée aux flammes. Le duc de Bourgogne décrocha des voûtes de la cathédrale les éperons d'or des chevaliers massacrés par les communiers flamands en 1302 et prit sa part du butin en transférant dans sa bonne ville de Dijon une magnifique horloge, le jacquemart, que l'on peut encore voir aujourd'hui sur une tour de l'église Notre-Dame de Dijon ainsi qu'une splendide tapisserie.

### DuXVesièclejusqu'à nos jours

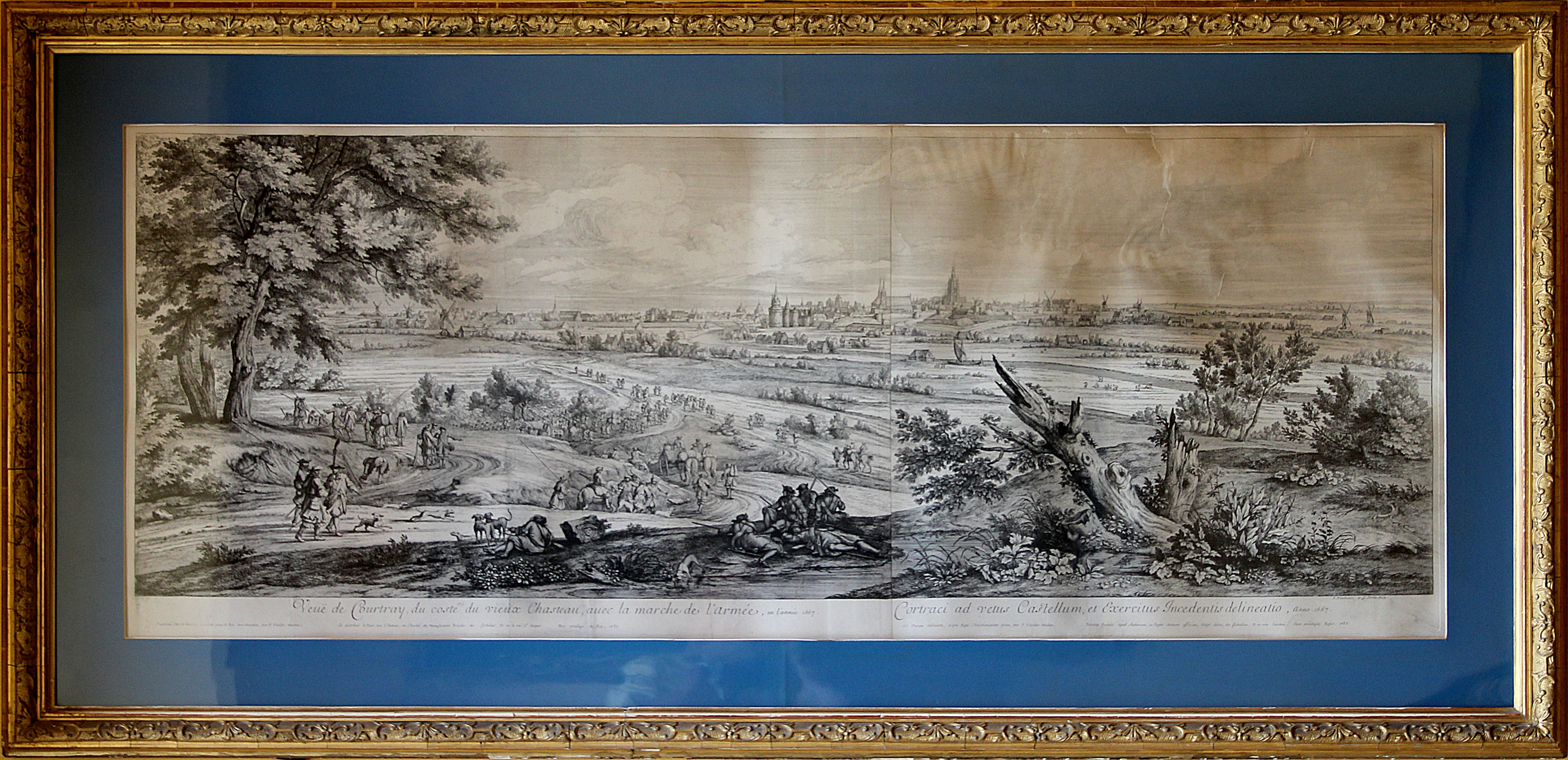
Gravure de Adam François van der Meulen

La ville est à nouveau assiégée en 1683 par Vauban.
Courtrai est prise par l’armée française de Luckner le 18 juin 1792. Elle est défendue contre le retour offensif des Autrichiens par le général Jarry, qui incendie une partie des faubourgs le 29 juin, avant d’évacuer la ville le 30 juin.
Le 11 mai 1794, une nouvelle bataille de Courtrai a lieu.
Le 17 février 1800, Courtrai devient chef-lieu de l'arrondissement de Courtrai et sous-préfecture du département de la Lys créés par Napoléon Bonaparte.
Le 31 mars 1814 une troisième bataille de Courtrai est remportée par le général Maison sur l'armée saxonne.
Après la Révolution française, l’industrie, dans le textile (le lin), et l'économie de la ville fleurissaient de nouveau.
Courtrai est bombardée en 1917, mais a été encore plus démolie pendant des bombardements en 1944.
Après la Seconde Guerre mondiale, la ville s’est orientée vers l’industrie, dans le textile, le bois, la métallurgie… Avec bonheur puisque ses industries demeurent performantes malgré la mondialisation, l’arrondissement affichant l’un des plus bas taux de chômage de Belgique.
Le 4 juillet 1989, un MiG-23 soviétique s'écrase près de Courtrai, tuant un jeune de 19 ans.

## Politique
Aux élections communales de 2012, Vincent Van Quickenborne (Open Vld) met fin au règne du CD&V sur Courtrai et est élu bourgmestre à la tête d'une coalition Open Vld, N-VA et sp.a. 
En octobre 2018, il est réélu bourgmestre de Courtrai à la tête d'une coalition composée du Team Burgemeester (liste locale de l'Open Vld), la N-VA et Vooruit. La coalition dispose de 25 sur 41 sièges. Le 1er octobre 2020, il est nommé vice-Premier ministre et ministre fédéral de la Justice dans le gouvernement De Croo et laisse son poste de bourgmestre à Ruth Vandenberghe (Vld) qui devient bourgmestre faisant fonction.
Après sa démission du gouvernement fédéral, Vincent Van Quickenborne redevient bourgmestre de Courtrai le 23 octobre 2023.

## Tourisme

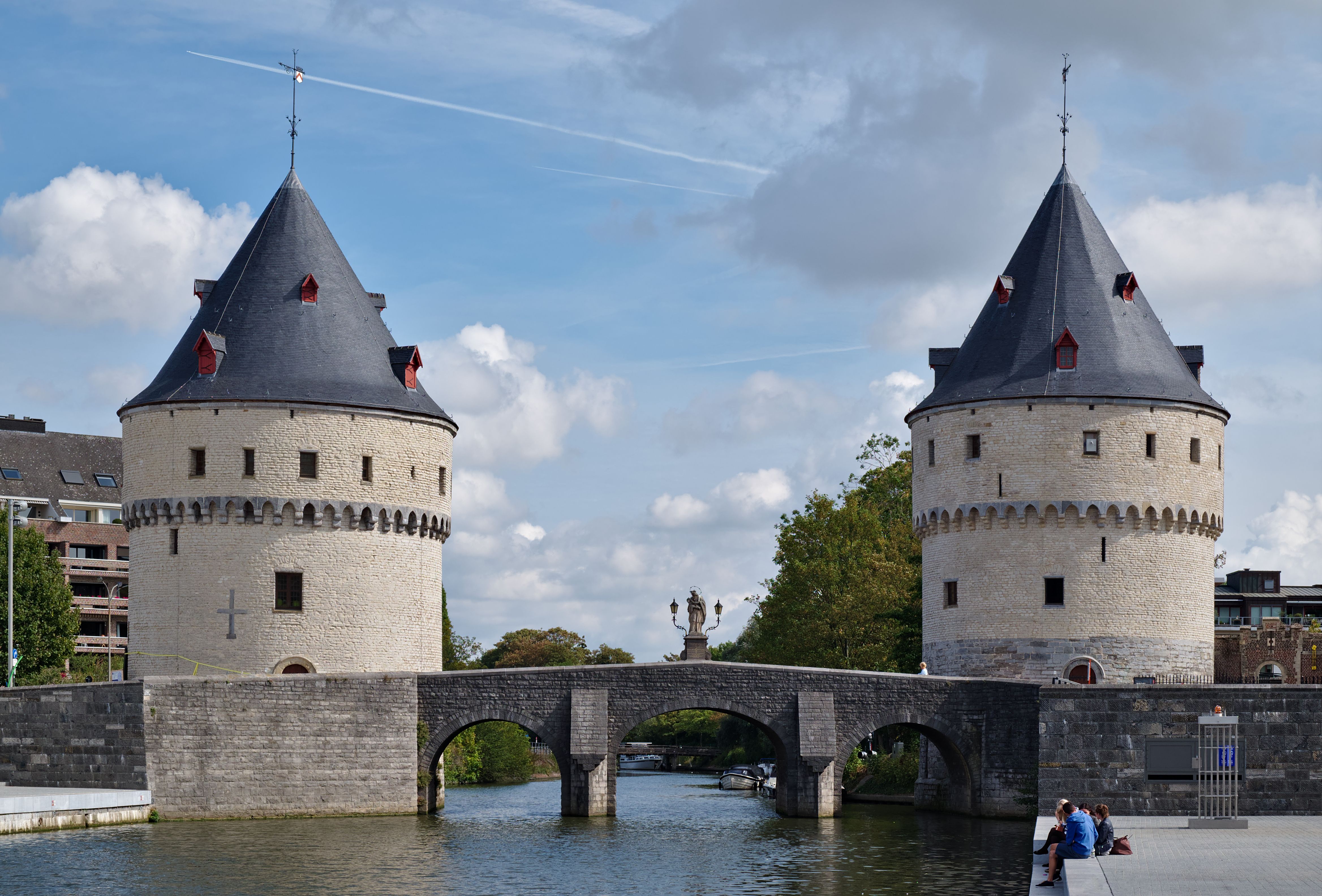
Les tours du Broel et la Lys.

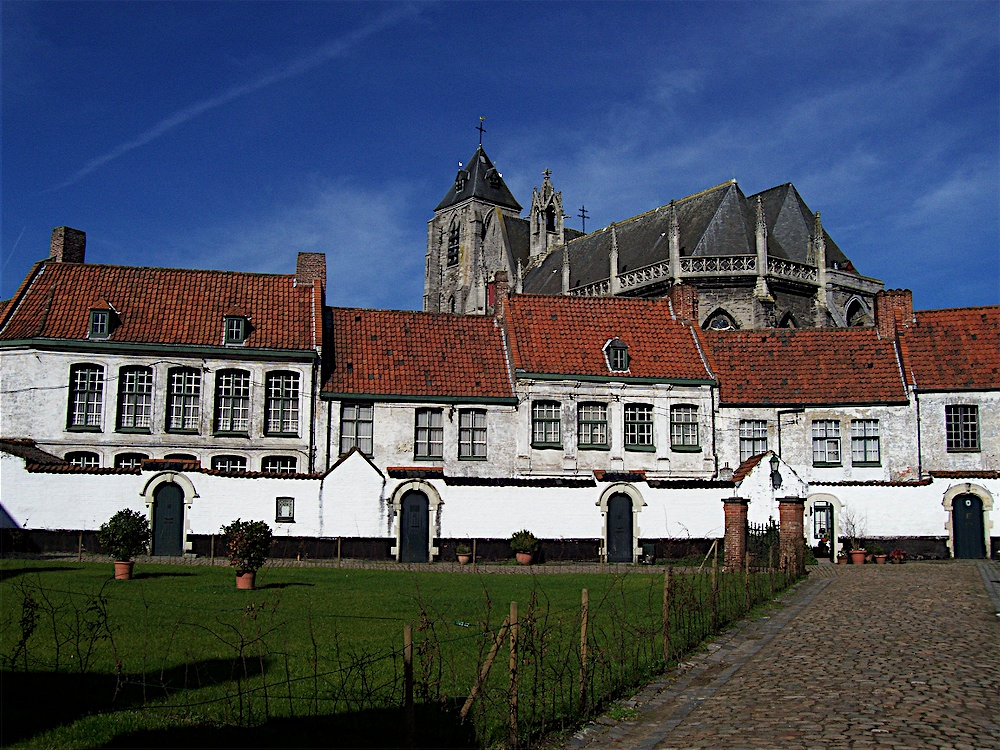
Le béguinage de Courtrai.

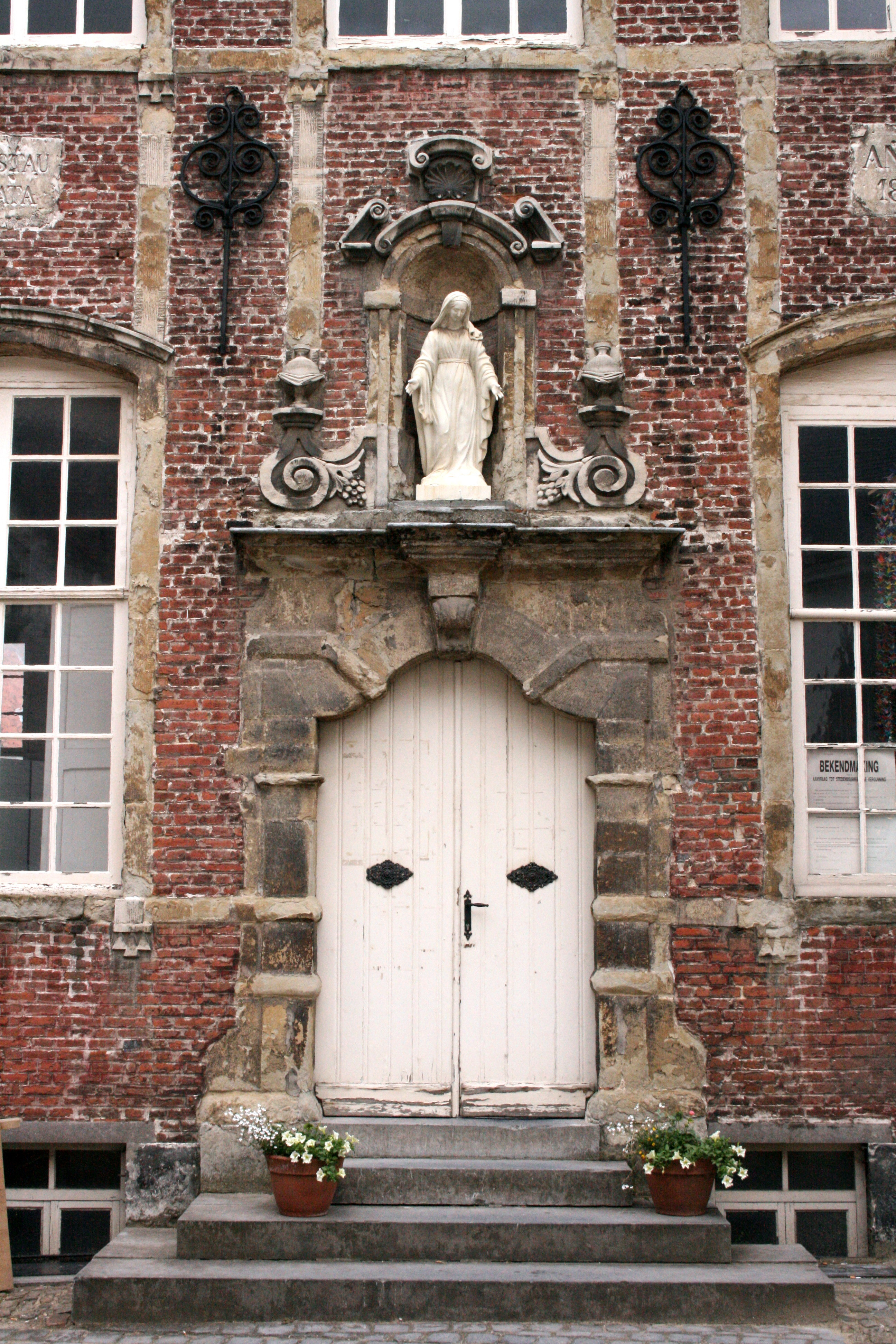
Bâtiments dans le Vieux Courtrai.

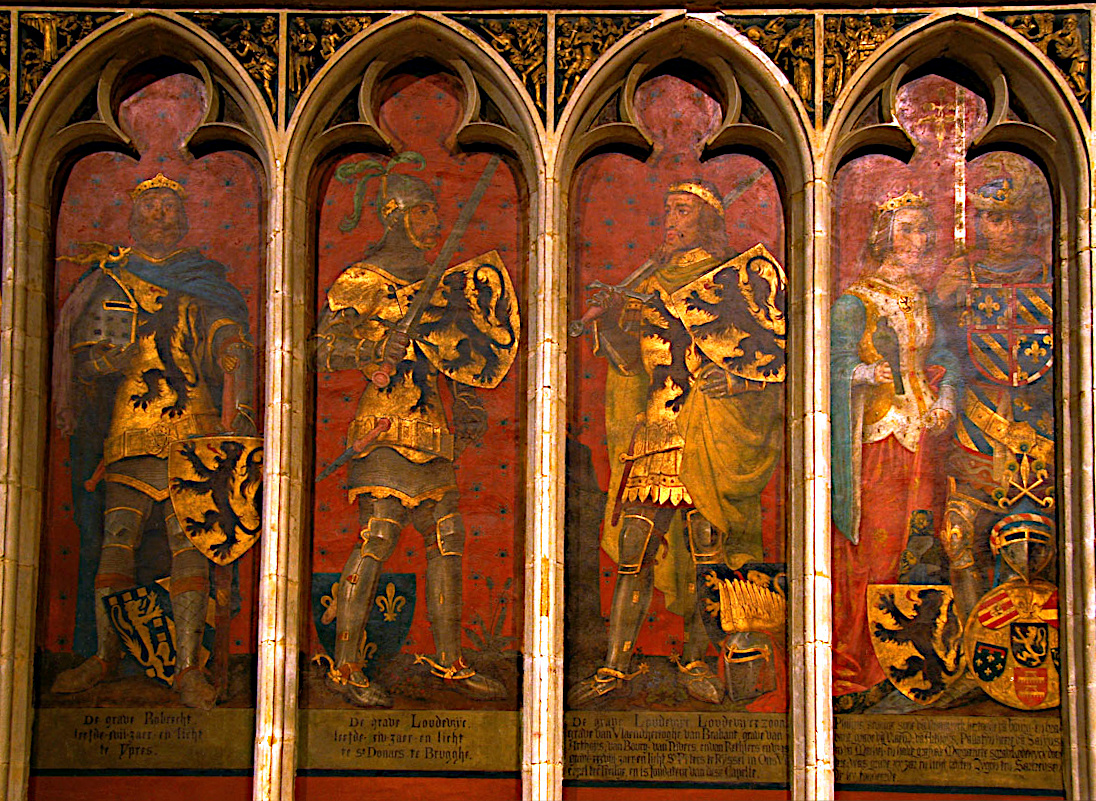
Les comtes de Flandre dans la chapelle des Comtes.

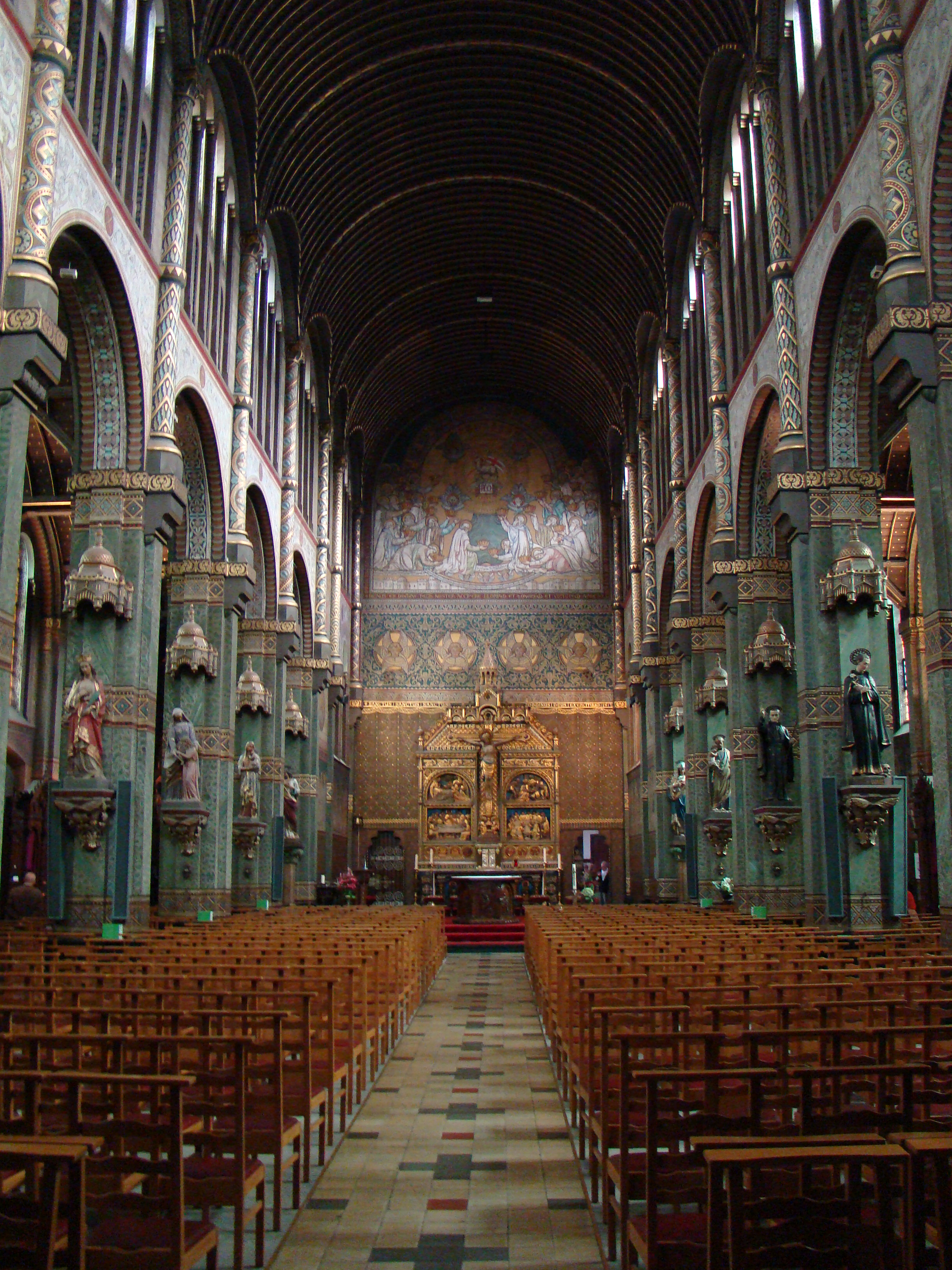
L'intérieur de l'église de Saint-Antoine.

### Monuments et sites

#### Civil
- la Grand-Place ;
- l'hôtel de ville ;

Le bâtiment de style gothique-renaissance, dont la façade est ornée de statues des comtes de Flandre (XIXe siècle), fut construit entre 1420 et 1616.
- le beffroi de Courtrai (Belfort) situé sur la Grand-Place ;

Le beffroi faisait jadis partie d'une halle aux draps démolie en 1897-99. La partie inférieure date du XIVe siècle, les cinq tourelles de 1520. La tourelle centrale est surmontée d'une statue du dieu Mercure. Les deux jacquemarts sont appelés Manten et Kalle. Le beffroi a été placé sur la liste du patrimoine mondial de l'UNESCO en 1999.
- les tours du Broel ;

Ces tours, qui sont les vestiges de l'enceinte médiévale démolie par Louis XIV en 1684, protégeaient le pont sur la Lys. La tour sud (« Speyetoren ») date du XIVe siècle, la tour nord (« Inghelburgtoren ») du début du XVe siècle. Le pont est moderne. Il a été reconstruit après la Première Guerre mondiale.
- la tour d’Artillerie (Artillerietoren) ;
- le mont-de-piété (Berg van Barmhartigheid) ;
- le bâtiment des poids public (Stadswaag) ;
- l'hôpital Notre-Dame ;

L’hôpital fut vraisemblablement érigé au début du XIIIe siècle. La porte monumentale du XVIIe siècle donne accès à une cour intérieure qui restitue encore fidèlement l’ambiance de l’ancien cloître.
- le Baggaertshof (nl) ;

Le Baggaertshof fut créé en 1638 par Joossine Baggaert qui y fit construire 13 maisons destinées aux femmes nécessiteuses. Ces maisons et la chapelle furent construites autour d’une cour intérieure carrée aménagée en jardin botanique proposant plus de 200 espèces d’herbes. Le Baggaertshof est connu comme « le deuxième béguinage de Courtrai ».
- la Porte et monument de Groeninghe ;

Le monument de Groeninghe fut érigé sur le site de Groeningekouter. L’œuvre de Godfried Devreese, en bronze doré, représente la Vierge de Flandre. Elle tente de retenir le Lion des Flandres qui a brisé ses chaînes. La porte fut érigée en 1908 en pierre d’Andenne et porte l’inscription « 1302-Groeningheveld ».
- l'hôpital de Notre-Dame, situé sur l'île de Buda, en plein centre-ville.
- la K Tower, immeuble résidentiel de l'architecte Philippe Samyn, le plus haut bâtiment de la ville après l'église.

#### Religieux
- l’abbaye de Groeninghe (Groeningeabdij) ;
- le béguinage Sainte-Élisabeth (Begijnhof Sint-Elisabeth) ;

Le béguinage de Courtrai a été fondé en 1238 par la comtesse de Flandre, Jeanne de Constantinople. Les 41 maisonnettes actuelles, toutes blanchies à la chaux, datent du XVIIe siècle. Le béguinage possède la particularité d’avoir été construit tout près du centre de la ville. C'est un béguinage très attachant avec ses ruelles pavées bordées des 41 maisonnettes. Il fait également partie du patrimoine mondial de l'UNESCO.
- le carmel de Courtrai (Klooster van de Ongeschoeide Karmelietessen) ;
- la chapelle des Comtes, construit après l’exemple de la Sainte-Chapelle de Paris comme mausolée personnel pour Louis II de Flandre. Il n'y sera finalement pas inhumé mais bien dans la Collégiale Saint-Pierre de Lille détruite pendant la Révolution française. Son tombeau, qu'il partageait avec son épouse Marguerite de Brabant et avec sa fille Marguerite III de Flandre, épouse de Philippe II de Bourgogne, dit le Hardi, disparaîtra dans les années 1830 après avoir un temps trouvé refuge dans l'ancien hôtel de ville de Lille ;
- l’église Saint-Martin (Sint-Maartenskerk) ;

L’église d’origine date du XIIe siècle. Au fil des ans, elle fut reconstruite et transformée à de maintes reprises. L’intérieur est décoré d’œuvres d’art remarquables telles que la tour des sacrements du XVIe siècle, des peintures de l’école de Rubens, une chaire datant du XVIIe siècle. La tour de l’église abrite le premier carillon de Courtrai.
- l’église Notre-Dame (en) (Onze-Lieve-Vrouwekerk) ;

L’histoire de la construction de cette église remonte au début du XIIIe siècle. Elle a été fondée par Baudouin de Constantinople. L’intérieur est en style baroque du XVIIe siècle. L’église renferme quelques précieux trésors tels que la mise en croix de Antoine Van Dyck.
- l’église Saint-Michel (nl) ;

Cette église fut construite par Jan Persijn pour les jésuites (1607-1611), en remplacement de la chapelle du Saint-Esprit du XIVe siècle. Il s’agit d’une église basilicale à trois nefs avec un chœur semi-circulaire et flanquée de deux tours, le tout de style gothique tardif. En 1947, une chapelle à trois dômes y a été ajoutée, afin d’y mettre en évidence la statue miraculeuse de Notre-Dame de Groeninghe.
- l’église Saint-Jean (nl) (Sint-Janskerk) ;
- l’église Saint-Éloi de Noyon ;
- l’église Saint-Pie X ;
- l’église Saint-Roch ;
- l’église Sainte-Élisabeth ;
- l’église Saint-Antoine (Sint-Antoniuskerk, Toontjes kerk) où se trouve la chapelle du bienheureux Isidore De Loor ;
- l’église Sainte-Anne ;
- l’église Sainte-Thérèse ;
- l’église de Père Damien (Damiaankerk).

### Musées
- Kortrijk 1302 : un jour, sept siècles est un musée interactif et multimédia pour les petits et les grands sur le thème de la bataille des éperons d'or (11 juillet 1302). Un musée où vous pouvez toucher des cottes de mailles, des épées et des masses d'armes, où vous voyez revivre les principaux acteurs du conflit, où vous suivez le déroulement de la bataille sur une maquette gigantesque. Pour conclure la visite, vous assistez à la projection d'un film étonnant qui vous explique la tradition qui est née de cette époque et le rôle qu'elle a joué dans le développement d'un sentiment national.
- Texture / Musée du Lin et de la Lys : musée sur l'histoire de l'industrie du lin et de la draperie. Nous y découvrons trois salles : la première développe les caractéristiques physiques du lin et de ses différentes utilisations possibles ; la deuxième retrace l'histoire de l'industrie linière et drapières de Courtrai ; la troisième, appelée « salle du trésor » permet de découvrir les plus belles pièces textiles des collections communales.
- Broelmuseum ou Stedelijk Museum voor Schoene Kunsten : musée des Beaux-Arts de Courtrai. Fermé depuis 2012.
- Musée interactif du Béguinage : complément muséographique à la visite du béguinage de Courtrai. Alliant patrimoine authentique et techniques multimédias modernes, c'est une nouvelle interprétation du phénomène des béguinages qui y est proposée. L'image classique de béguines pieuses est battue en brèche au profit de celle d'une communauté autonome de femmes fortes, indépendantes, à la lisière entre le profane et le religieux.
- Musée de la Boulangerie à Marke.

### Autres sites

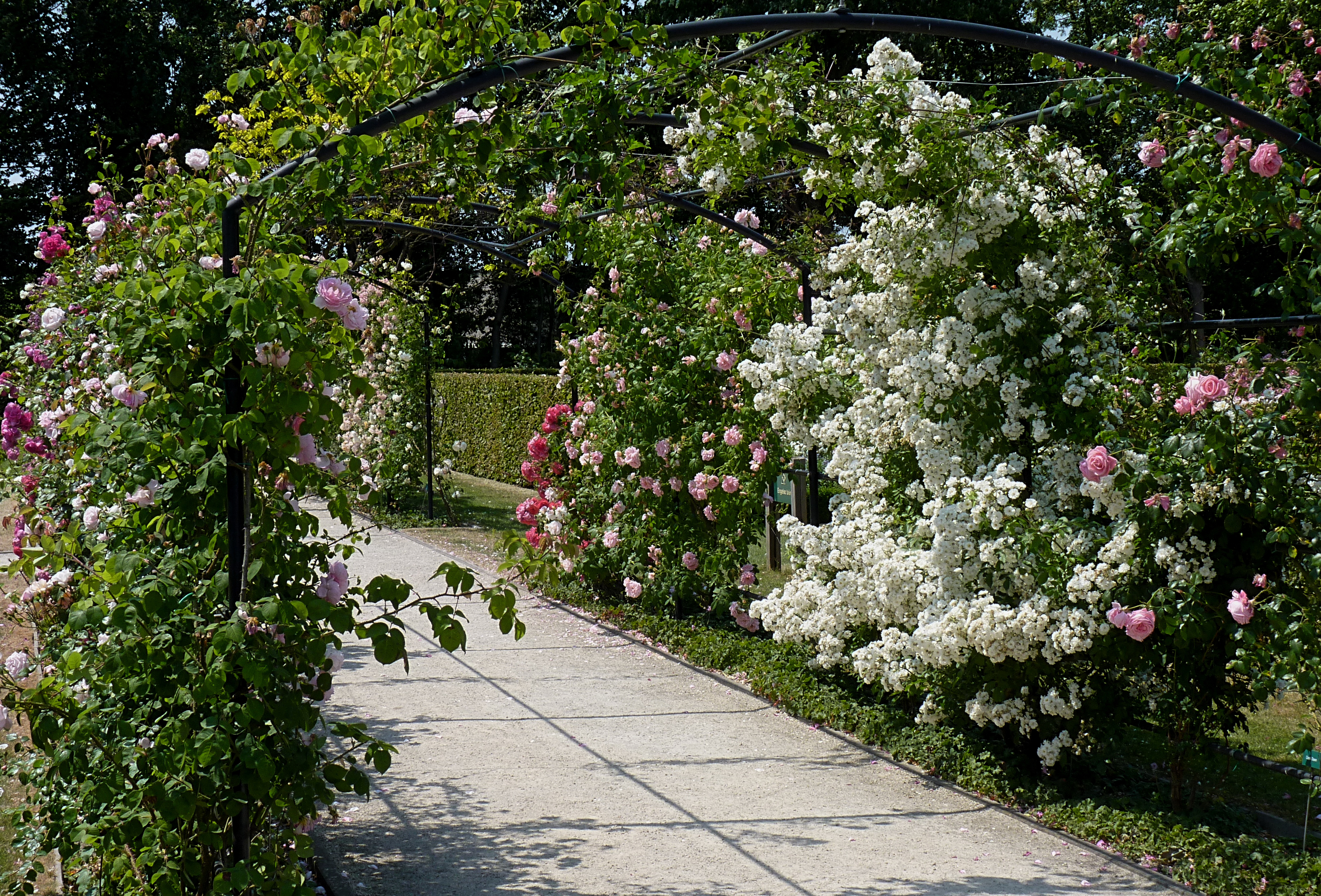
Vue de la roseraie internationale de Courtrai.

- La roseraie internationale de Courtrai ;
- la fontaine De Golf sur la place du Théâtre (Schouwburgplein), une œuvre d'Olivier Strebelle ;
- Moulin Vanneste ;
- Moulin Preetjes ;
- Hoogmolen ;
- Le jardin partagé Leilekkerland sur l'île de Buda.

## Transports

### Chemins de fer
La gare de Courtrai est située sur les lignes de chemin de fer suivantes :
- Ligne 66 de Bruges à Courtrai ;
- Ligne 69 de Courtrai à Poperinge ;
- Ligne 75 de Gand-Saint-Pierre à Mouscron (frontière) vers Tourcoing (frontière) et Lille-Flandres (ligne française de Fives à Mouscron) ;
- Ligne 89 de Denderleeuw à Courtrai.

## Commerce

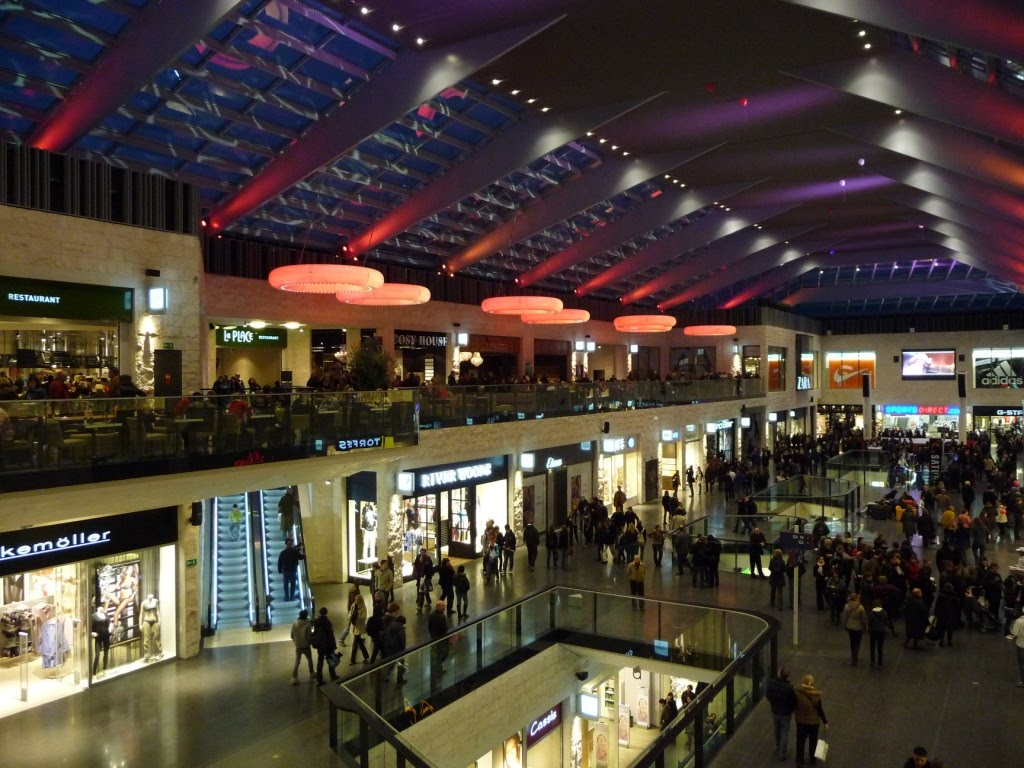
Le nouveau centre commercial K in Kortrijk en plein centre-ville.

La place centrale qu'occupe la ville au sein de la région en fait un centre d'attraction particulièrement favorable aux activités commerciales. Courtrai est connue comme une ville avec beaucoup de commerces. C'est à Courtrai que la première rue piétonne de Belgique, la Courte Rue des Pierres, a vu le jour. De nos jours, il y a une vaste zone piétonne dans le centre-ville.
La plupart des grandes enseignes de distribution sont également présentes à Courtrai, dans le quartier du centre et dans des centres commerciaux, comme le Ring Shopping Kortrijk Noord, Bouwcentrum Pottelberg et le flambant neuf K in Kortrijk. Ce centre commercial est situé dans le centre-ville. Il héberge plus de 80 commerces dont Saturn, Zara et H&M.
Dans la grande distribution, Carrefour a implanté un magasin dans le centre commercial Ring Shopping Kortrijk Noord, qui accueille environ 90 commerces.

## Population et société

### Enseignement
À Courtrai sont installés des établissements d'enseignement supérieur. Il y a d'une part l'université KULAK, une antenne de l'université catholique de Louvain, qui assure les études dans de nombreuses disciplines. D'autre part on trouve des implantations de la haute école Vives. Cette école possède entre autres des départements informatique, marketing et management. Il y a aussi la haute école Howest (nl), où on peut étudier entre autres le tourisme, la communication et le journalisme.
Chaque année, la ville accueille plusieurs centaines d'étudiants Erasmus de tous les pays d'Europe, ainsi que de la Russie et de la Turquie. Ces cours Erasmus sont donnés en anglais.

### Manifestations culturelles et festivités

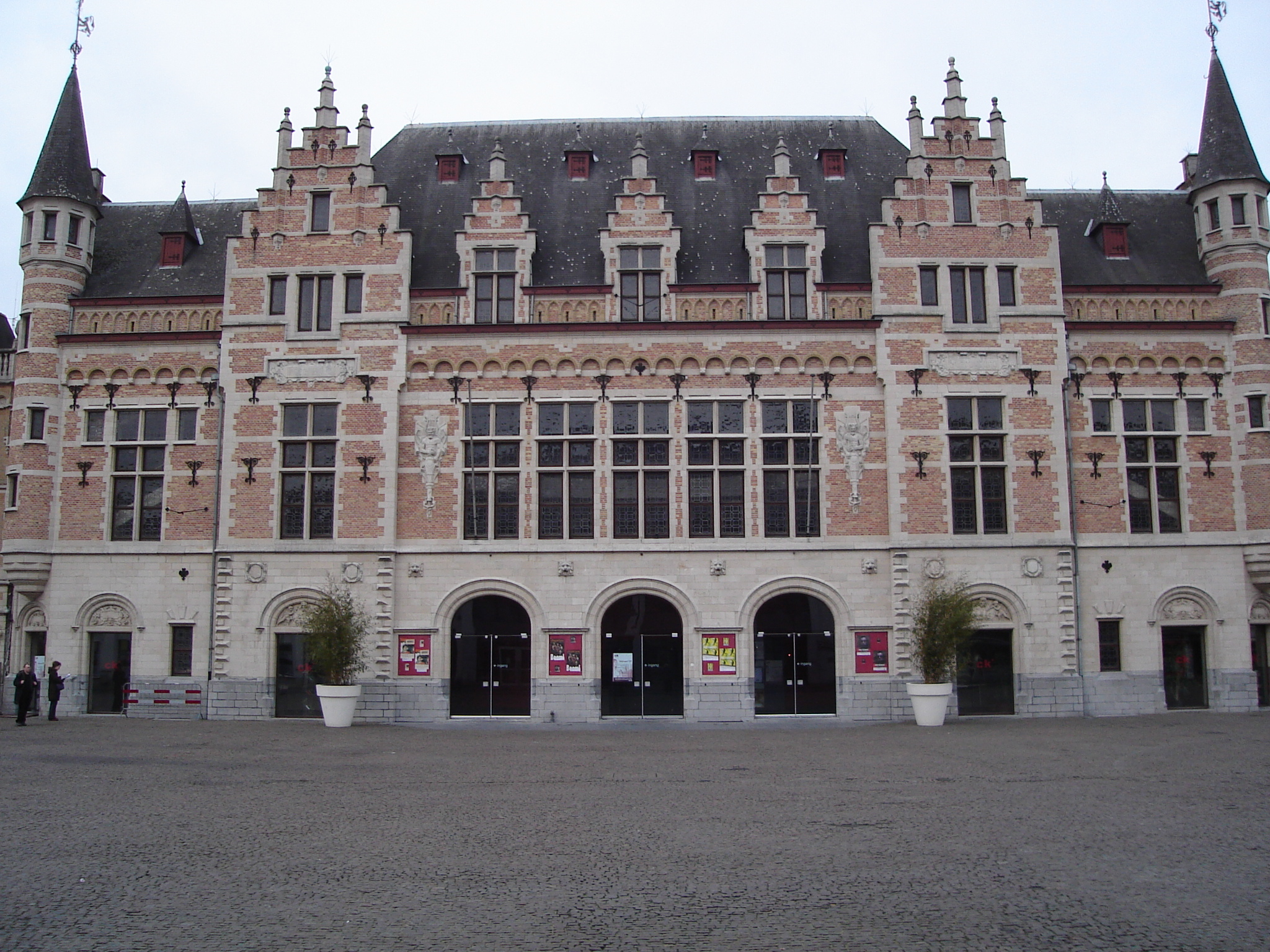
Le théâtre de Courtrai.

Il y a plusieurs festivités qui sont organisés chaque année à Courtrai comme :
- Le festival de musique Happy New Ears ;
- Le festival de théâtre Budafest ;
- Le festival de cabarat Humorologie ;
- Next, festival d'arts pour l'Eurodistrict Courtrai-Lille-Tournai ;
- Fresh ;
- Novarock ;
- Golden River City Jazz Festival, festival de musique jazz ;
- Kortrijk Congé ;
- Festival de Flandres ;
- Paasfoor ;
- Fêtes de Pentecôte, des festivités dans le centre-ville avec de la musique et théâtre dans les rues ;
- Guldensporenfeesten ;
- Carnaval de l'été (août) ;
- Vlastreffen ;
- Student Welcome Concert, festival pour les étudiants, en octobre, au début de l'année académique ;
- Alcatraz Metal Festival, festival de hard rock et de métal (août).

### Sports

#### Équipes de sport
- Football : à Courtrai, il y a trois équipes associées avec l'Union royale belge des sociétés de football association ;
  - Le KV Courtrai (KV Kortrijk en néerlandais), qui joue en Division 1 belge. Johan Walem en est l'entraîneur actuel ;
  - SV Kortrijk ;
  - Wikings Kortrijk.
- Athlétisme :
  - Kortrijkse Guldensporenmeeting ;
  - KKS Atletiek.
- Triathlon :
  - Kortrijkse Triatlon- en duatlonclub.
- Basket-ball :
  - Basketbalteam Kortrijk ;
  - Kortrijk Sport CB.
- Handball :
  - Apolloon Kortrijk.
- Rugby à XV :
  - Rugby Club Curtrycke.
- Natation :
  - KZKortrijk.

#### Bowl de Courtrai
Le bowl (un module de skatepark) de Courtrai est un des meilleurs spots d'Europe pour les riders. Il a été construit par Team Pain, une société américaine très réputée dans le domaine et aurait coûté environ 300 000 €. Le Quiksilver Bowlriders s'y est déjà déroulé en 2007 et 2008.

### Médias

#### Journaux
- Le Kortrijks Handelsblad ;
- Plusieurs journaux, comme Het Nieuwsblad, De Standaard ou Het Laatste Nieuws, ont une section dédiée aux nouvelles à Courtrai.

#### Télévision régionale
- WTV avec la programme Trefpunt Kortrijk.

#### Radio
- Radio 2 est situé dans le quartier Haut-Courtrai, juste à côté de Kortrijk Xpo ;
- EXQI FM Kortrijk, Radio Intercity, Radio Contact Kortrijk, Mega FM, Topradio Gemini.

## Santé
De nombreux hôpitaux sont implantés dans Courtrai, dont certains sont particulièrement anciens, la tradition hospitalière remontant au Moyen Âge. L'Hôpital de Notre-Dame, fondé en 1211, est un des plus anciens établissements de la ville. Symbole de la charité et de l'hospitalité, il fut le seul hôpital de Courtrai jusqu'au XIXe siècle.
Aujourd'hui, on peut citer à Courtrai parmi les principaux établissements l'hôpital Notre-Dame, l'hôpital Maria's Voorzienigheid, hôpital Saint-Nicolas, hôpital Saint-Martin, hôpital Sainte-Famille ou le dernier né, le nouveau AZ Groeninge, situé dans le quartier Haut-Courtrai.

## Personnalités
| - Siger de Courtrai (v. 1283, Courtrai - 1341, Paris), grammairien de l'école des modistes ; - Jehan de Launay (vers 1340- ?), capitaine de Courtrai, rebelle gantois ; - Pierre de la Rue (ca. 1460-1518), compositeur de la Renaissance, mort à Courtrai ; - Jacobus Vaet (1529-1567), Renaissance compositeur ; - Kerstiaen de Keuninck (vers 1560-1635), peintre ; - Roelandt Savery (1576, Courtrai - 1639, Utrecht), peintre ; - Vincent Adriaenssen (1595-1675), peintre baroque flamand ; - Jan Palfijn (1650-1730), chirurgien ; - Jean-Baptiste Coppieters (1661-1732), personnalité politique ; - Léonard Pycke (1781-1842), bourgmestre de la ville de 1817 à 1822 ; - Hendrik Conscience (1812-1883), auteur ayant vécu à Courtrai ; - Henri De Pratere (1815-1890), peintre belge né et mort à Courtrai ; - Edouard Woutermaertens (1819-1897), peintre belge né et mort à Courtrai ; - Jean-Baptiste Bethune (1821-1894), architecte, artisan et décorateur belge ; - Henri Beyaert (1823-1894), architecte ; - Constant Woutermaertens (1823-1867), peintre belge né et mort à Courtrai ; - Edmond De Pratere (1826-1888), peintre belge né à Courtrai ; - Jean Constant Velghe (1826-1897), peintre belge né et mort à Courtrai ; - Vincent De Vos (1829-1875), peintre belge né et mort à Courtrai ; - Guido Gezelle (1830-1899), auteur ; - Auguste Velghe (1831-1912), peintre belge né et mort à Courtrai ; - Paul Goethals (1832-1901), premier archevêque de Calcutta ; - Astère Vercruysse de Solart (1834-1921), homme politique ; - Aimé Velghe (1836-1870), peintre belge né et mort à Courtrai ; - Valère Verheust (1841-1881), peintre belge né et mort à Courtrai ; - Godefroid Devreese (1861-1941), sculpteur ; - Emmanuel Viérin (1869-1954), peintre, directeur de l'Académie des Beaux-Arts de la ville de Courtrai ; - George Washington (1871-1946), homme d'affaires et inventeur américain ; - Stijn Streuvels (1871-1969), auteur ; - Georges Baltus (1874-1967), peintre belge ; - Isidore De Loor (1881-1916), frère passioniste ; - Léonie Keingiaert de Gheluvelt (1885-1966), première femme bourgmestre belge ; - Maria Desmet-Delrue (1898-1982), femme politique belge, conseillère communale de 1926 à 1964 - Jacques Ickx (1910-1978), né à Courtrai, pilote de sports mécaniques et historien ; - Cyriel Van Overberghe (1912-1995), coureur cycliste ; - André Dequae (1915-2006), homme politique. - Joseph Moerman (1920-2012), prêtre belge. | - Marcella Pattyn (1920-2013), dernière béguine au monde ; - Morris (1923-2001), dessinateur et scénariste de bandes dessinées ; - Germain Derijcke (1929-1978), coureur cycliste belge ; - Jos De Cock (1934-2010), peintre ; - Willy Bocklant (1941-1985), coureur cycliste belge ; - Luuk Gruwez (1953), poète ; - Catherine de Zegher (1955), historienne de l'art, directrice de usées et curatrice d'expositions ; - Marcel Ponseele (1957), hautboïste baroque ; - Ann Demeulemeester (1959), styliste belge ; - Gerda Dendooven (1962), illustratrice et autrice de livres pour la jeunesse - Yves Matton (1967), directeur de Citroën Racing ; - Peter Verhoyen (1968), flûtiste et joueur de piccolo ; - Stephan Vanfleteren (1969), photographe ; - Piet Goddaer (1970), auteur-compositeur-interprète (« Ozark Henry ») ; - Arne Quinze (1971-), artiste contemporain et stylicien ; - Vincent Van Quickenborne (1973-), ministre et bourgmestre de Courtrai ; - Nico F. Declercq (1975), professeur, acousticien, physicien ; - Laurence Courtois (1976), joueuse de tennis ; - Lisbeth Gruwez (1977), danseuse et chorégraphe ; - Leif Hoste (1977), coureur cycliste ; - Stijn Devolder (1979-), coureur cycliste ; - Xavier Malisse (1980), joueur de tennis ; - Stefaan De Clerck, homme politique, membre du CD&V ; - membres du groupe de rock-electro Goose ; - Bieke Depoorter (1986-), photographe - Frédéric Vervisch (1986), pilote automobile belge ; - Frederiek Nolf (1987-2009), coureur cycliste ; - Maxime Lestienne (1992-), footballeur belge ; - Stoffel Vandoorne (1992-), pilote automobile belge. - Tim Merlier (1992-), coureur cycliste belge, deux fois champion de Belgique et vainqueur d'étape sur le Tour de France et le Tour d'Italie |

## Jumelages
La ville de Courtrai est jumelée avec :
- Frascati (Italie) depuis 1967 ;
- Bad Godesberg (Allemagne) depuis 1964 ;
- Saint-Cloud (France) depuis 1993 ;
- Windsor and Maidenhead (Royaume-Uni) depuis 1981 ;
- Tachkent (Ouzbékistan) ;
- Greenville (États-Unis) depuis 1991 ;
- Wuxi (Chine) ;
- Cebu (Philippines) depuis 2005.

## Galerie

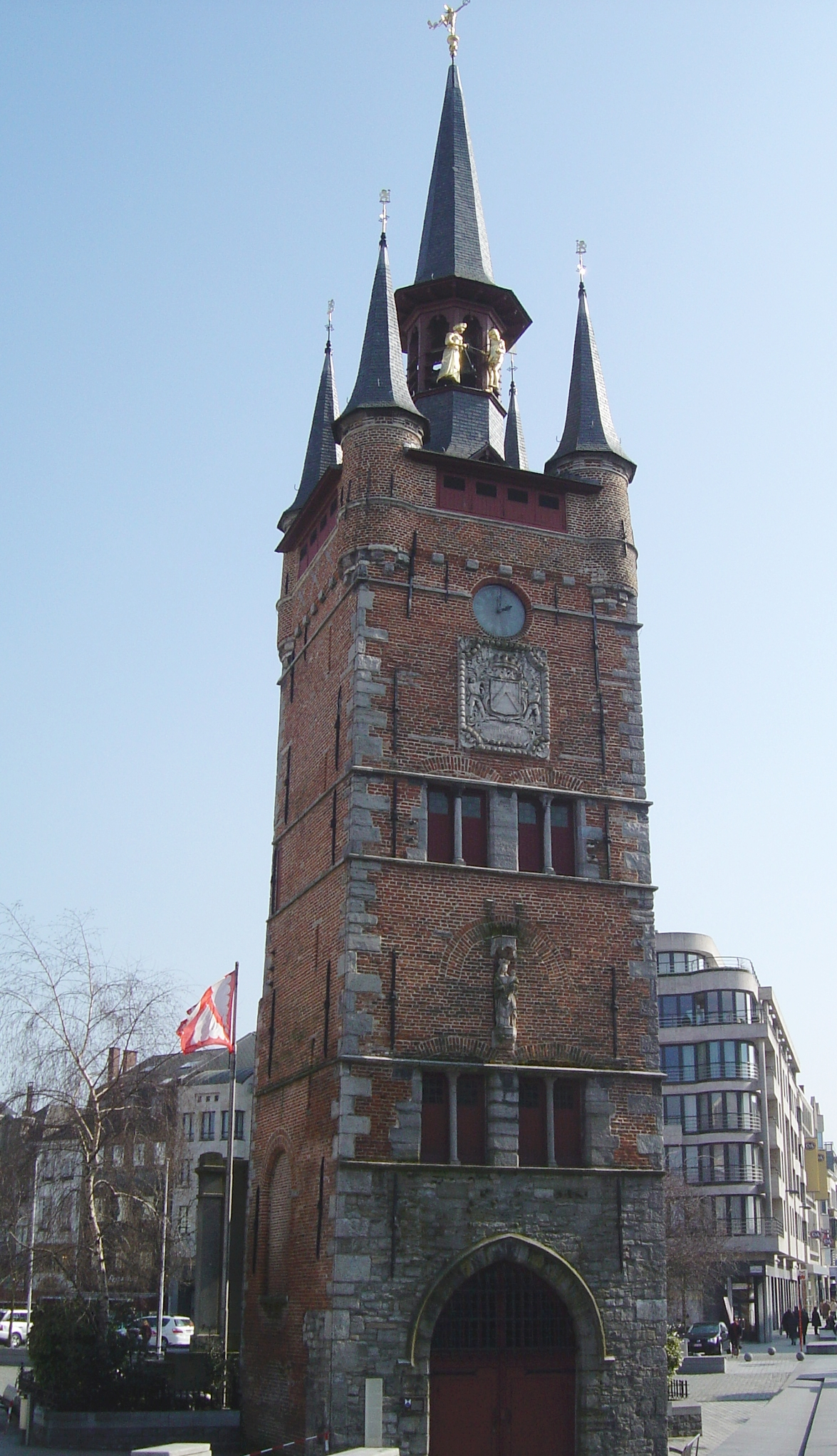
Le beffroi.
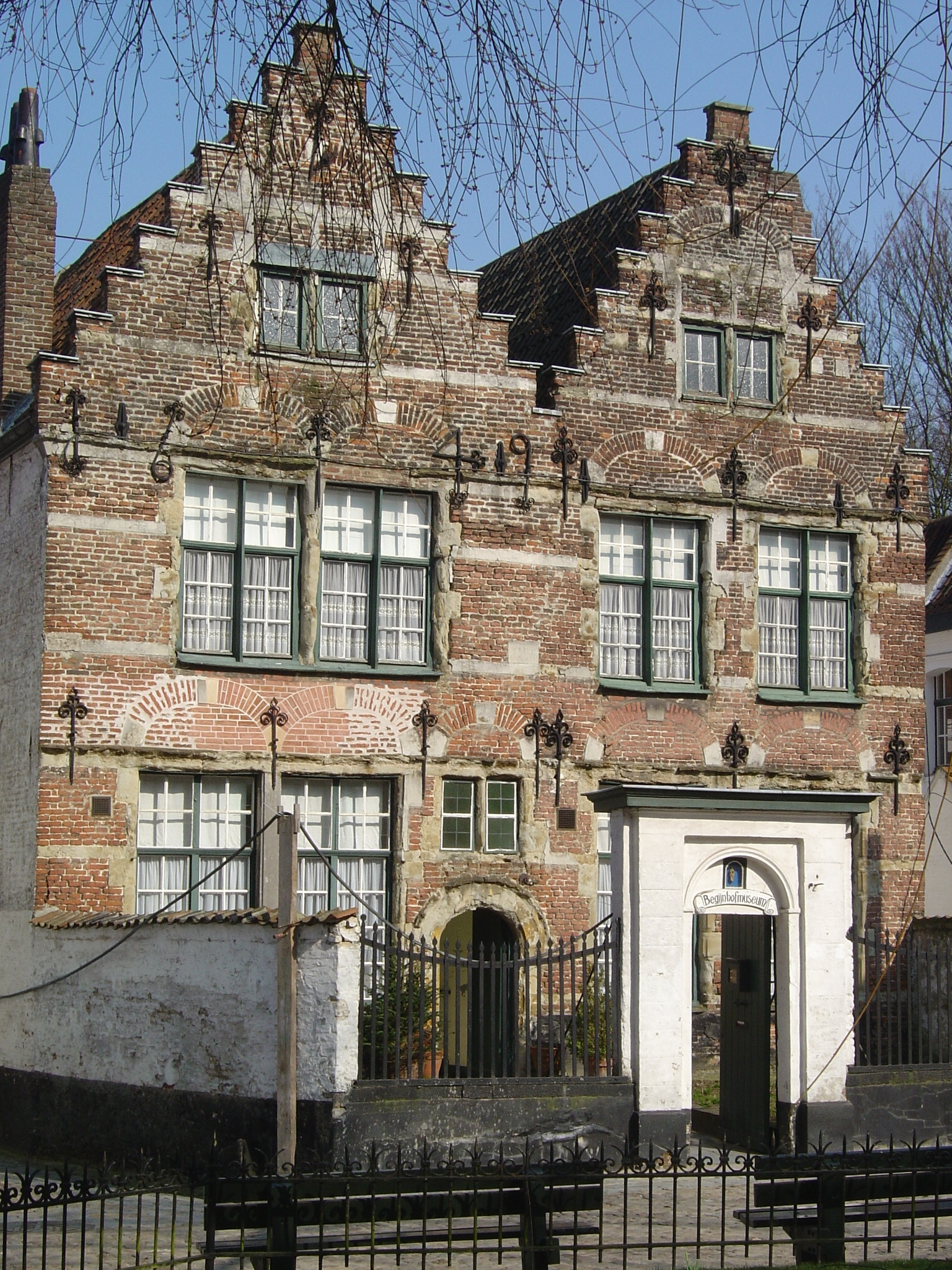
Le béguinage.
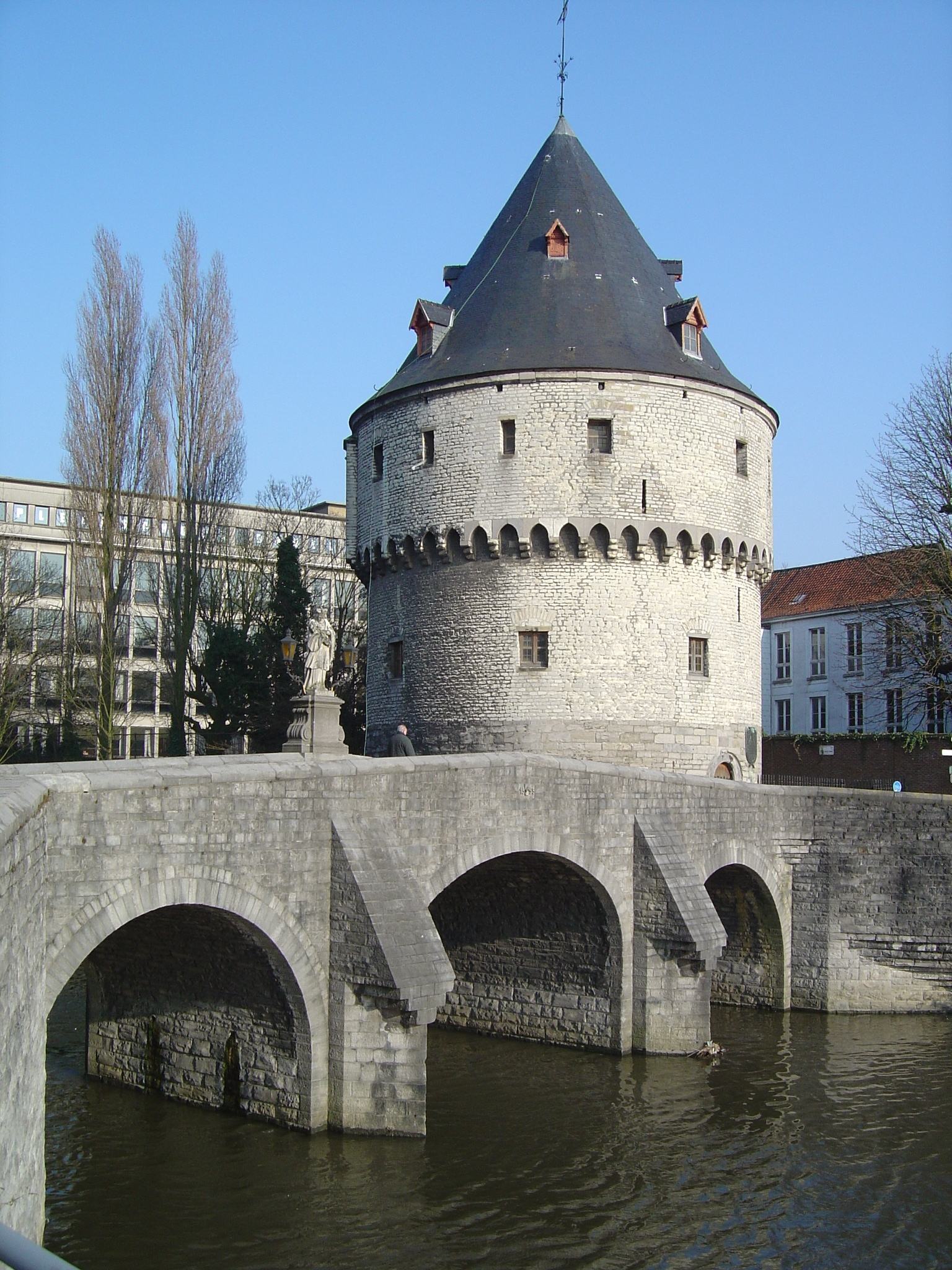
Une des deux tours de Broel.
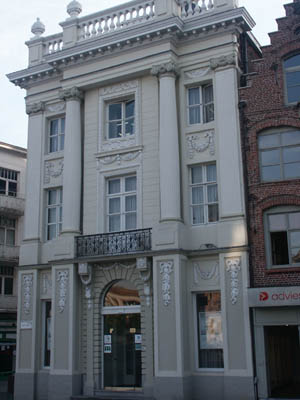
Palais Le Roeland.
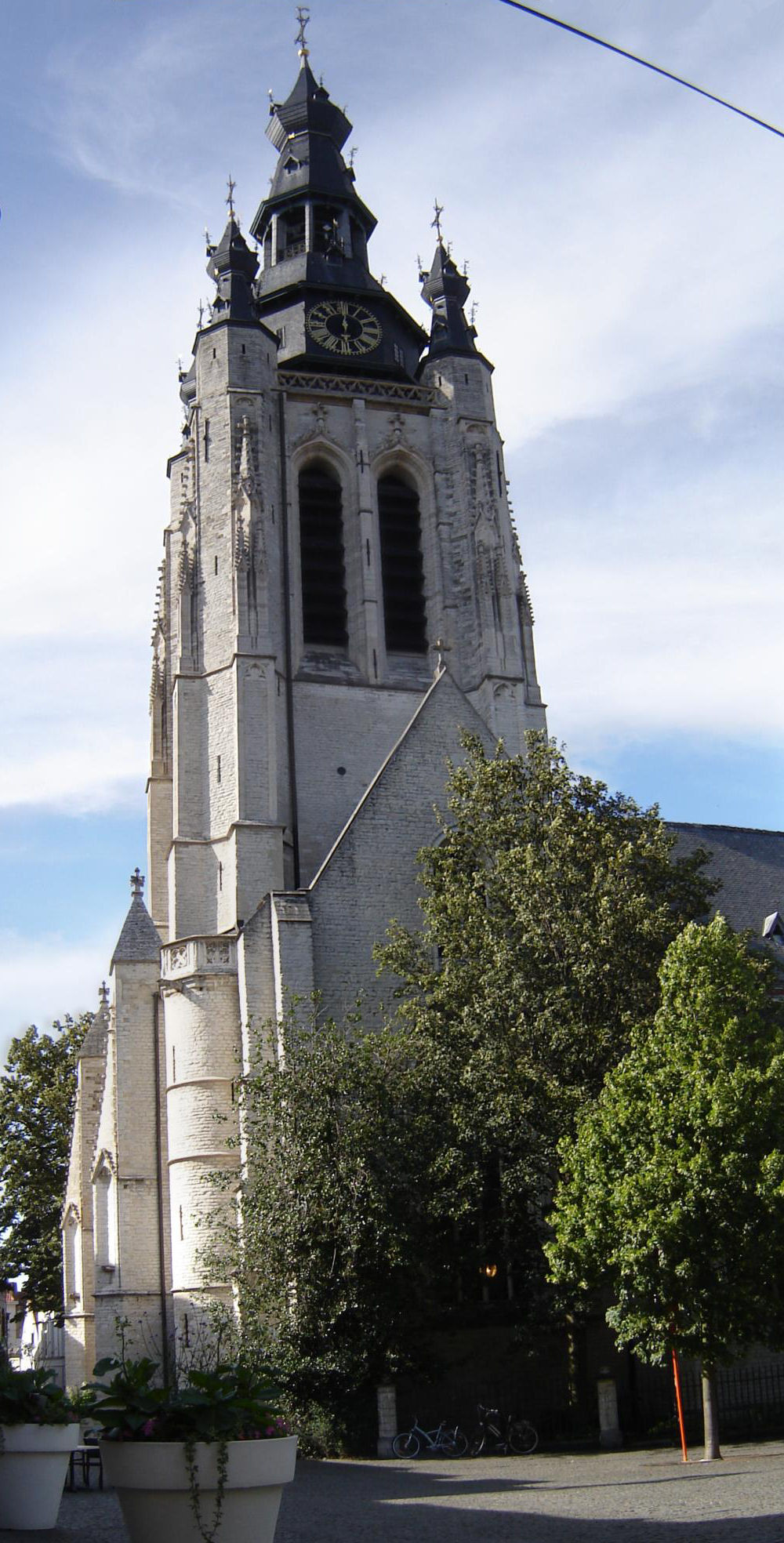
La tour Saint-Martin.
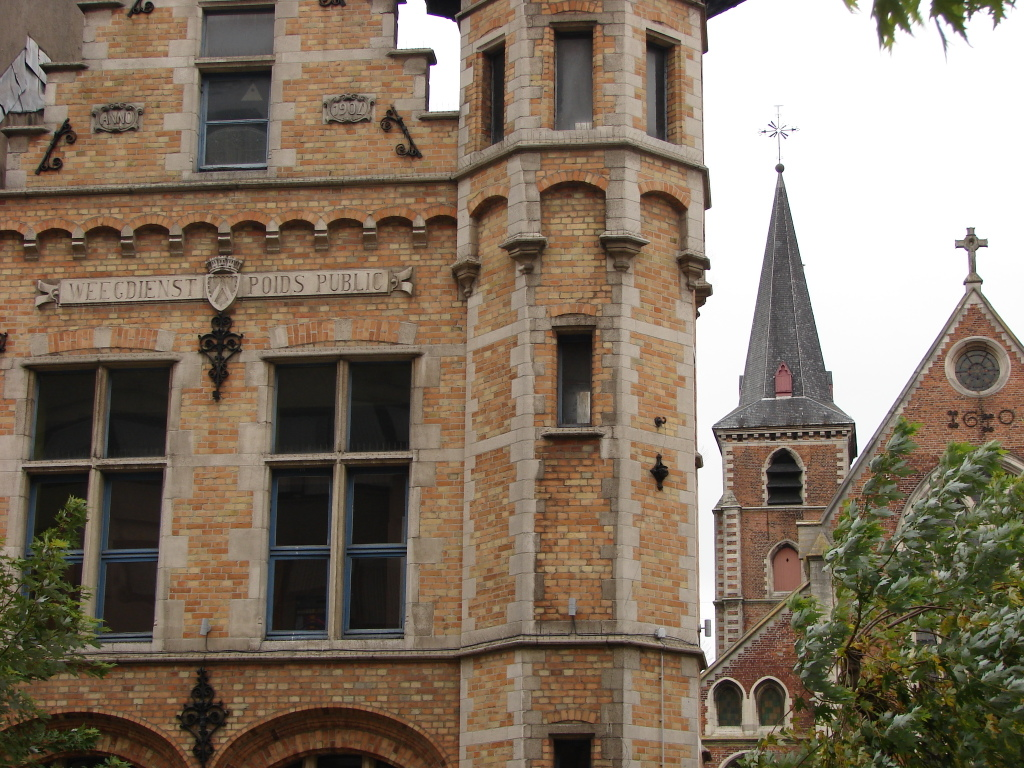
Les poids publics et l'église Saint-Michel.
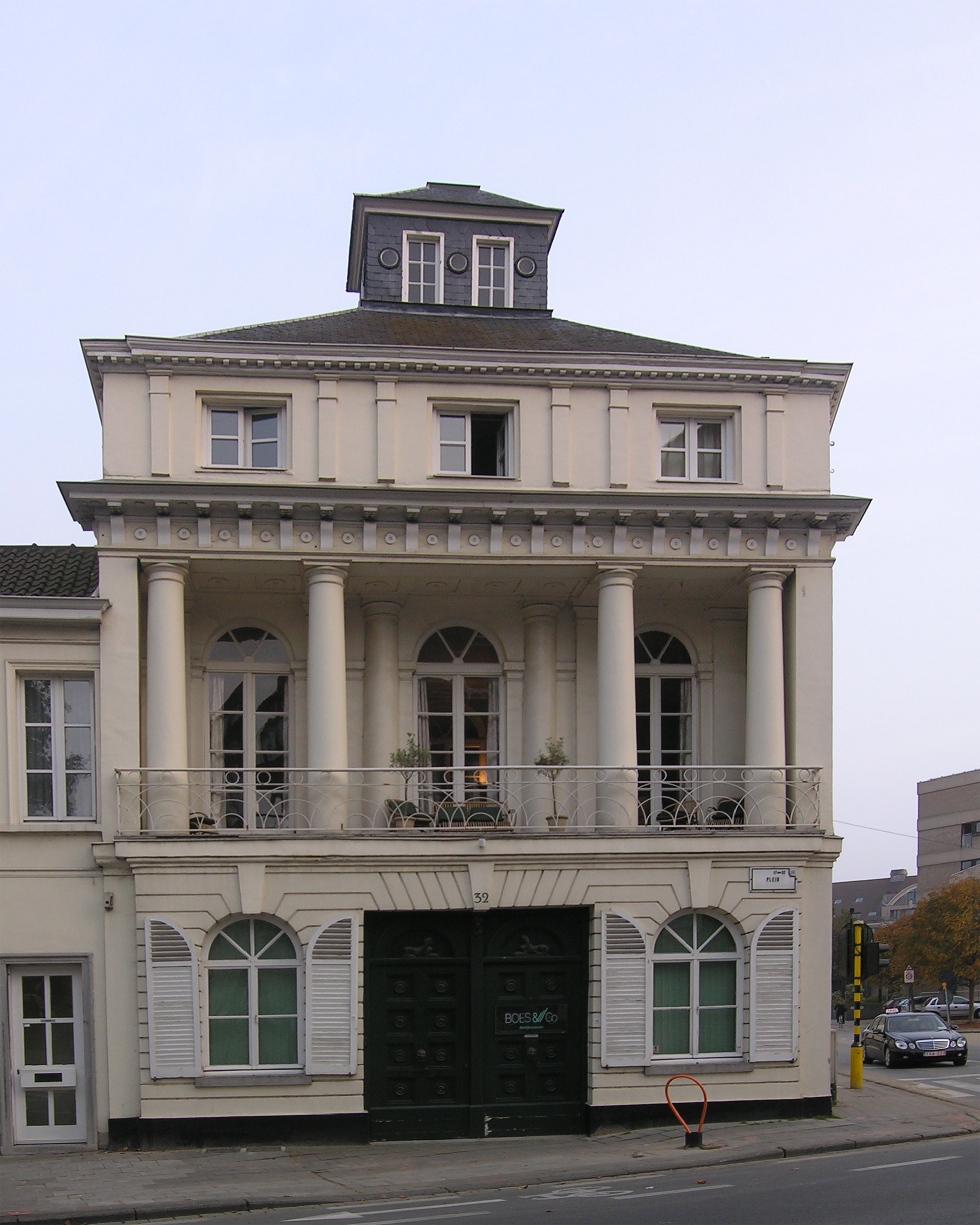
Le Vieux-Courtrai.
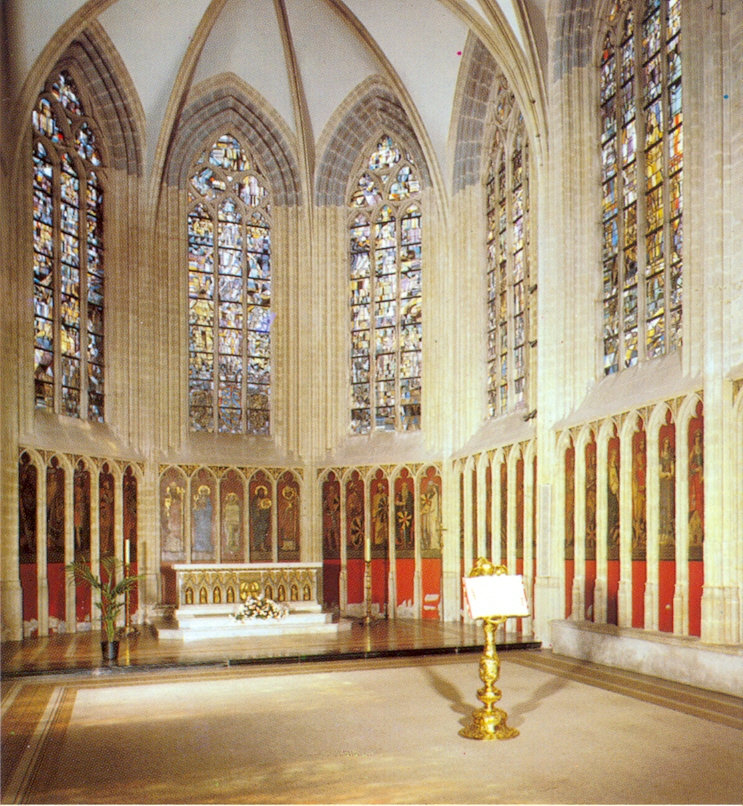
La chapelle des Comtes.
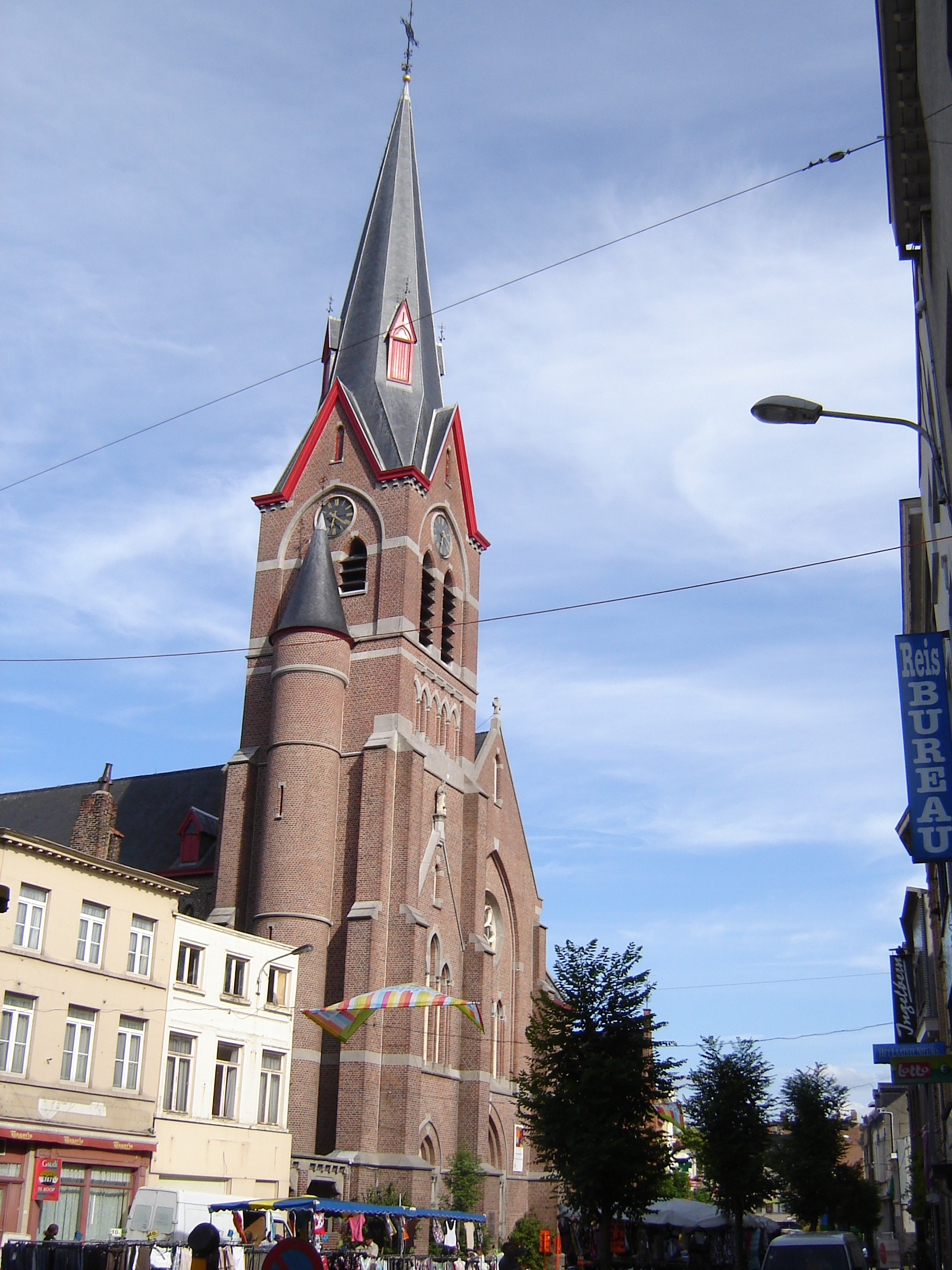
L'église Saint-Éloi de Noyon.
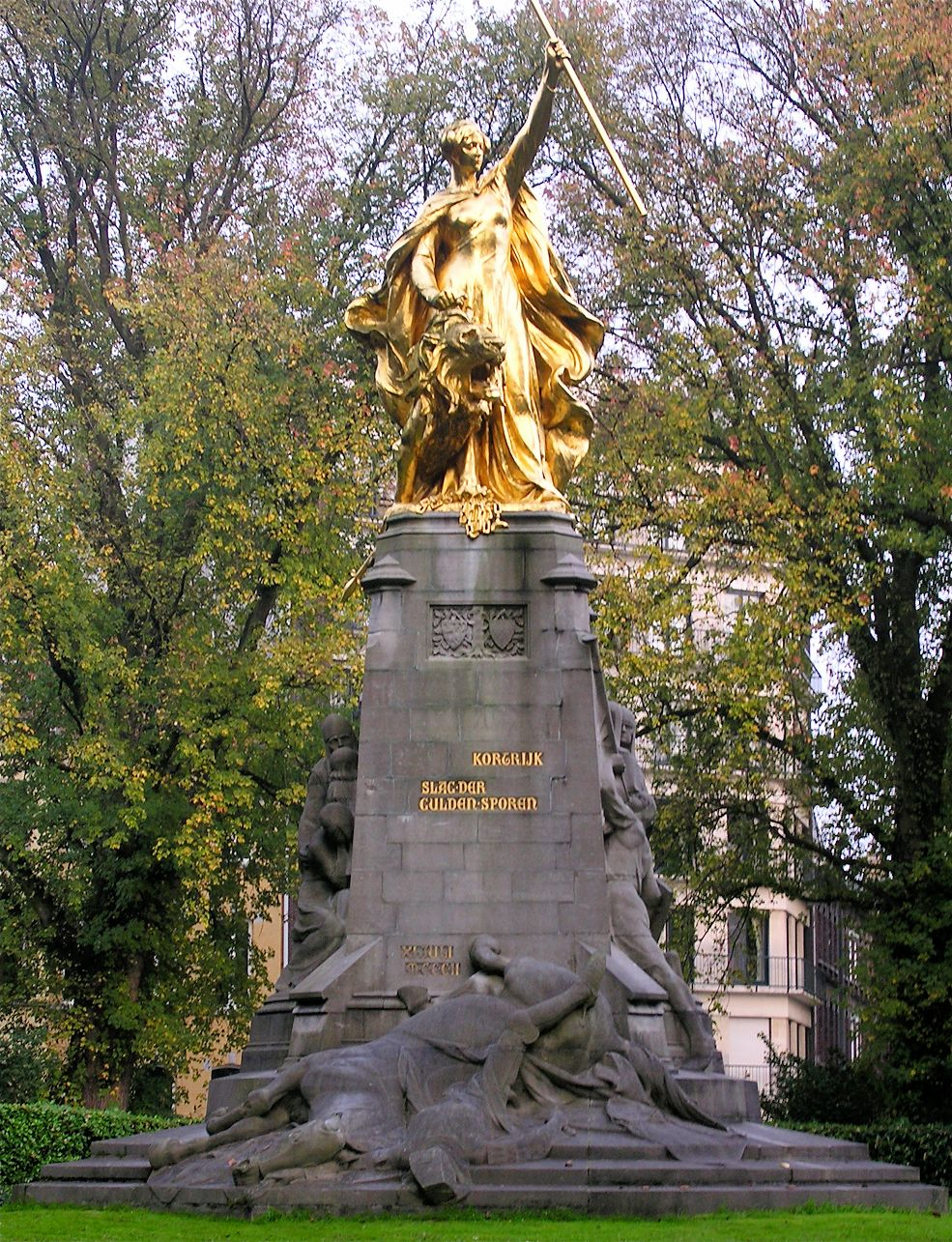
Monument de Groeninghe (la Vierge de la Flandre).
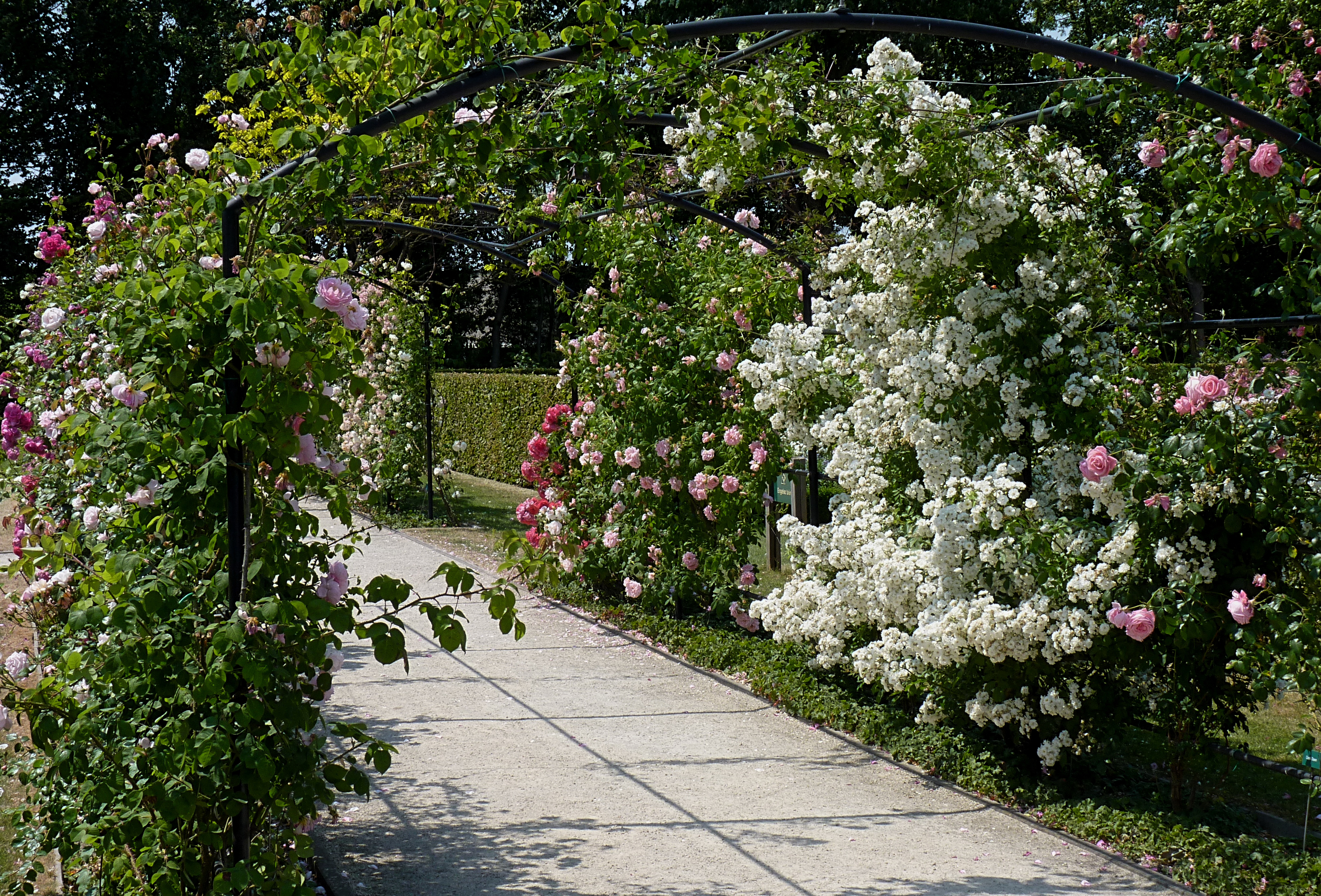
La roseraie.
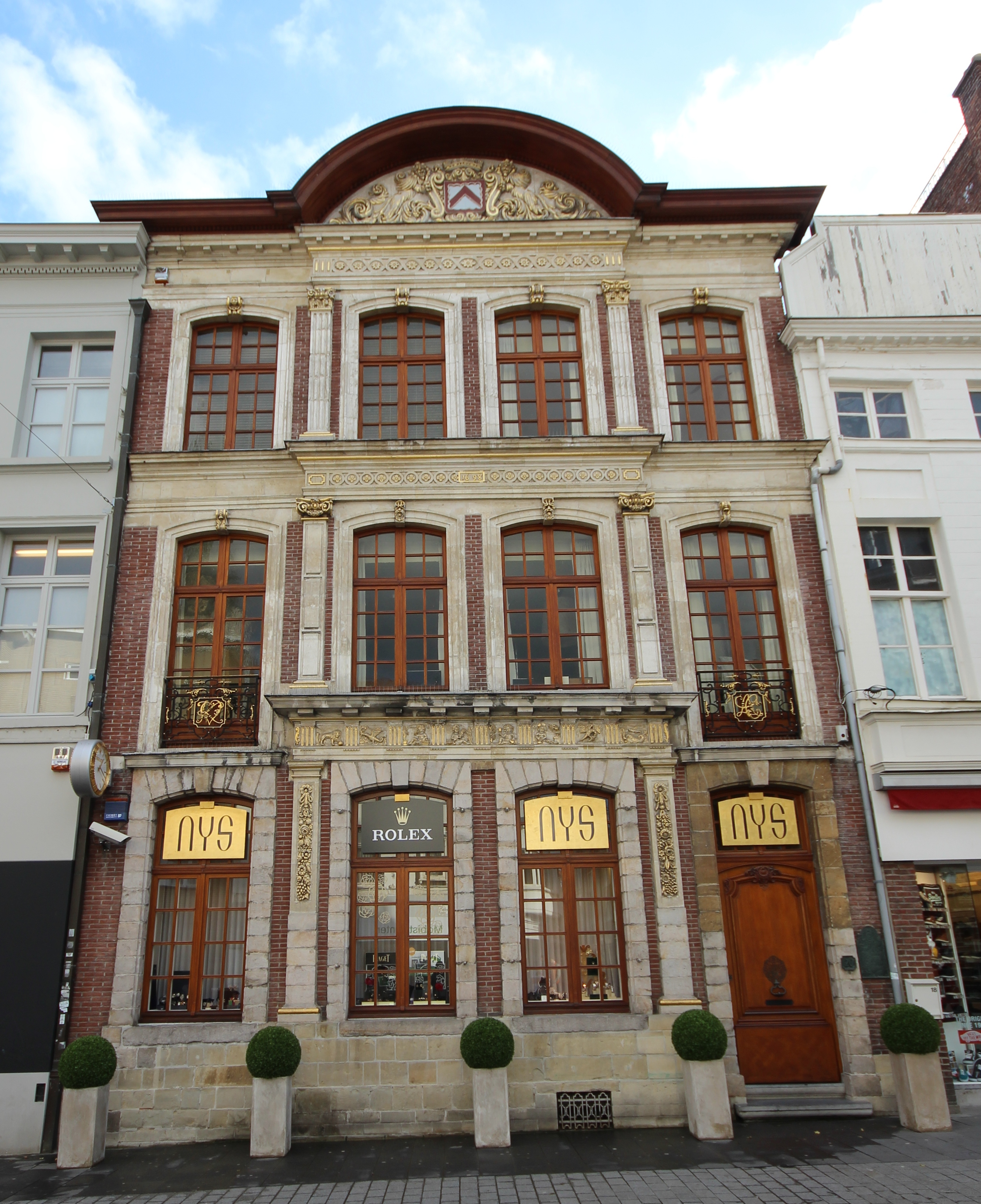
Maison Ghellinck.
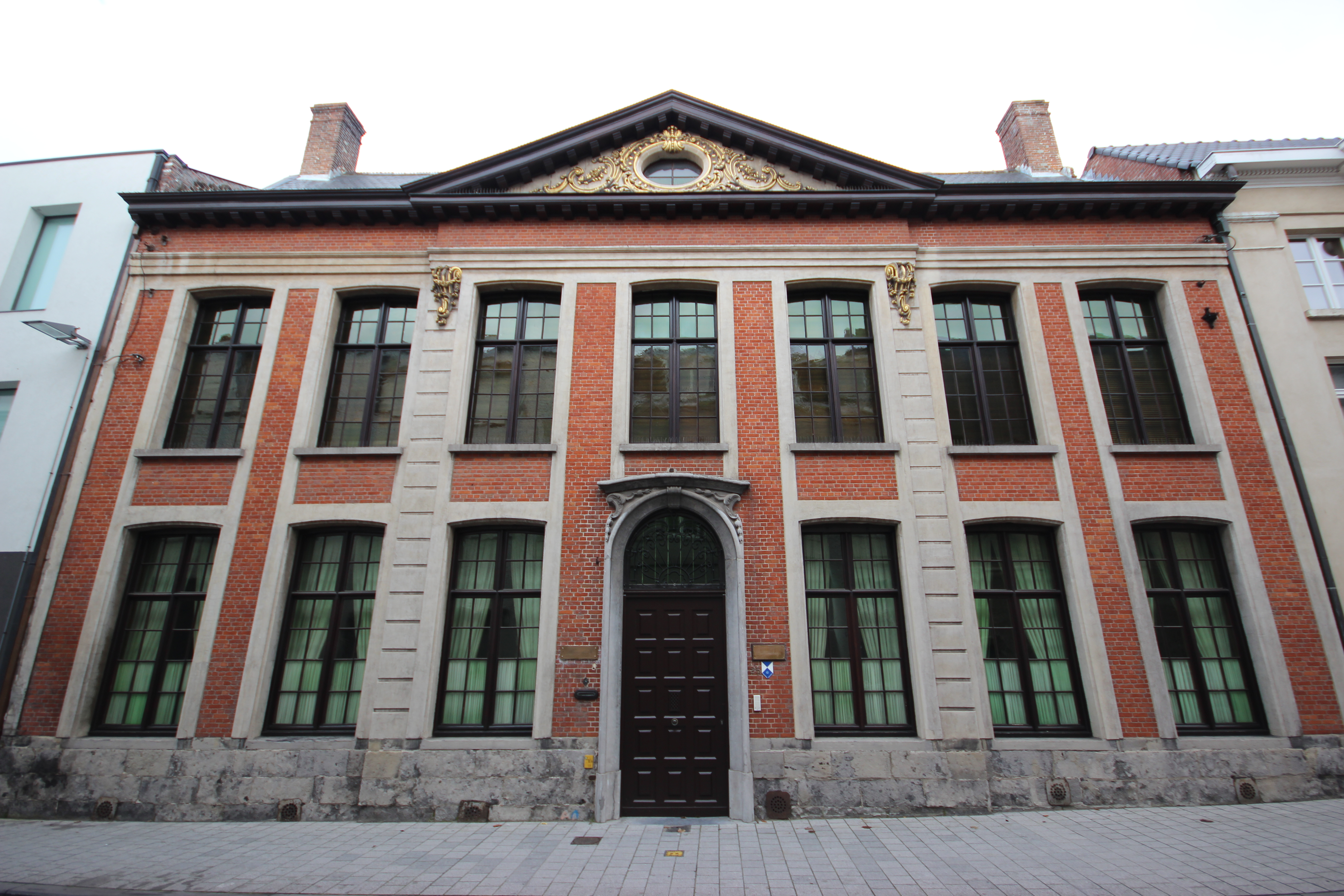
Maison Griffiers.

## Annexe